# PRODUCE 48
PRODUCE 48（プロデュース フォーティーエイト、朝: 프로듀스 48）は、韓国の音楽専門チャンネルMnet企画・AKB48グループ協力による日韓同時放送の公開オーディション番組である。
Mnet並びにBSスカパー!で2018年6月15日から2018年8月31日まで放送された。日韓参加者96人（日本側はAKB48グループ所属者39人、韓国側は中国籍、アメリカ出身者を含む57人）のうち、合格者12人がグローバルガールズグループ「IZ*ONE」として2018年10月29日にデビューした。

## 解説
2017年11月29日に横浜アリーナで開催され、AKB48と前身番組『PRODUCE 101』出身のI.O.Iの元メンバーらが共演した『2017 Mnet Asian Music Awards in Japan』の舞台上でAKB48グループ総合プロデューサー秋元康から企画が発表された。ただし、AKB48グループ発の企画ではなく、Mnet側が秋元に協力を依頼して実現したプログラムである。
当初の報道では、視聴者が直接メンバーを選抜する『PRODUCE 101』のシステムと、専用劇場を持つAKB48グループのシステムを統合したサバイバルオーディション番組であるとされたが、その後は具体的な日本側のシステムの導入は示されておらず、番組の作りも『PRODUCE 101』に準じた韓国側主導のものになっている。また番組開始前、アン・ジュニョン番組プロデューサーから「日韓対決を目的にしたものではございません」と説明があり、合格メンバーの内訳に日本人枠は存在せず、投票も韓国内のみ有効であることが明らかにされた。また、参加した芸能事務所と協議した結果、結成されるグループの活動期間が2年6か月と定められた。
参加条件は日本側はAKB48グループ所属者のみ（正規・研究生は問わず）。韓国側は『PRODUCE 101』と同様に、国籍は不問で、芸能事務所の練習生以外にもメジャーデビュー経験者の参加も認められた。また、練習生に1回当たり10万ウォン（約1万円）の出演料を支払い、音源を発売する練習生には、1曲当たり歌唱費100万ウォン（約10万円）ずつ支払うことを決定した。
ボーカル・ダンスなどのトレーニング合宿の撮影は、京畿道坡州市にある国営校外学習施設のパジュ英語村の韓流トレーニングセンターで行われた。

## 略歴

### 2017年
- 11月29日、『2017 Mnet Asian Music Awards in Japan』にて『PRODUCE 48』の企画発表。
- 12月15日、AKB48グループ側のメンバーからの参加申請受付開始（2018年1月10日まで）[10]。

### 2018年
- 4月11日、『PRODUCE 48』の撮影開始（練習生はこの日から1週間の合宿を開始）[11]。
- 4月18日、番組テーマ曲「NEKKOYA (PICK ME)」のレコーディング終了[12]。同日に番組側から司会（国民プロデューサー代表）が歌手で俳優のイ・スンギに決定したと発表[13]。
- 4月22日、韓国の音楽番組『M COUNTDOWN（エムカウントダウン）』（Mnet）出演のため、「NEKKOYA (PICK ME)」を映像収録[14]。
- 5月8日、番組リハーサル中に撮影用ドローンが落ちる事故が発生。練習生2人がドローンの破片に当たってかすり傷を負った[15]。
- 5月10日、ソウル市のCJ E&Mセンター前にてファンとの交流イベントを開催[16]。同日に『M COUNTDOWN』放送。「NEKKOYA (PICK ME)」がiTunesなどで配信開始。
- 6月8日、『PRODUCE 48』の制作発表会開催[17]。日本での放送が「BSスカパー!」で韓国と同時放送されることが決定[18]。
- 6月15日、番組放送開始。
- 7月14日、番組コンセプト評価曲のマッチング投票開始（7月21日まで）[19]。
- 8月4日、番組公式サイトにて、デビューするグループのグループ名の公募を開始。期間は2018年8月4日から8月31日まで（掲示板に公募名を書き込むシステム）[20]。
- 8月16日、制作側より、番組最終回を2018年8月31日午後8時から生放送することを発表した。これは最終回の特別公演及び観客として参加する10代の練習生たちに配慮し、番組開始時間を繰り上げたもの[21]。
- 8月18日、番組のコンセプト評価のオリジナル課題曲を収録したデジタルアルバム「PRODUCE 48 - 30 Girls 6 Concepts」がiTunesなどで配信開始[22]。
- 8月23日、コンセプト評価に参加した練習生30人（6グループ）が『M COUNTDOWN』に出演し、バトル時に披露した各オリジナル課題曲を再びパフォーマンス[23]。
- 8月26日、日本の幕張メッセで開催されたAKB48の52ndシングル「Teacher Teacher」握手会に、第3回投票で1～20位の練習生がサプライズ登場し「NEKKOYA (PICK ME)」を披露[24]。
- 8月31日、番組最終回にて、デビューするグループ名が「IZ*ONE」（アイズワン）に決定したと発表され、デビューする12人が決定した。
- 9月1日、番組のデビュー評価のオリジナル課題曲を収録したデジタルアルバム「PRODUCE 48 - FINAL」がiTunesなどで配信開始。

### 2019年
- 11月、「PRODUCE X 101」と「PRODUCE 48」で得票数操作が発覚した。合格すべき練習生が落とされ、プロデューサーの眼鏡に適った練習生が上位ではないのに合格していた。これによりプロデューサーらが詐欺・偽計による業務妨害などの容疑で逮捕された[25]。またIZ*ONEも活動休止を余儀なくされた。なお、公表された合格していた練習生はイ・カウンとハン・チョウォンである[26]。

## 放送日程
BSスカパー!で韓国のMnetと同時放送され、スカパー!オンデマンドでも視聴が可能である。2018年10月12日から2019年1月11日までMnet Japanオリジナルの日本語字幕付きでアンコール放送された。
2018年12月19日、AbemaTVのK WORLDチャンネルでも日本語字幕付きで配信開始。
| PRODUCE 48 放送日程       | PRODUCE 48 放送日程 | PRODUCE 48 放送日程 | PRODUCE 48 放送日程                                                  |
| 放送回                    | 放送日              | 放送時間            | 放送内容                                                             |
| ------------------------- | ------------------- | ------------------- | -------------------------------------------------------------------- |
| エピソード0（プロローグ） | 2018年6月15日       | 20:00 - 21:00       | 参加メンバーの紹介、本放送の見どころ他                               |
| エピソード1（第1回）      | 2018年6月15日       | 23:00 - 1:40        | A-Fクラス分け審査（前半）                                            |
| エピソード2（第2回）      | 2018年6月22日       | 23:00 - 1:40        | A-Fクラス分け審査（後半）                                            |
| エピソード3（第3回）      | 2018年6月29日       | 23:00 - 1:40        | NEKKOYA (PICK ME)のセンターバトル、テレビ収録 グループバトル（前半） |
| エピソード4（第4回）      | 2018年7月6日        | 23:00 - 1:40        | グループバトル（後半）                                               |
| エピソード5（第5回）      | 2018年7月13日       | 23:00 - 1:40        | ビジュアルセンタートップ11発表、ドッキリコーナー 第1回投票発表式     |
| エピソード6（第6回）      | 2018年7月20日       | 23:00 - 1:40        | ポジション評価（前半）                                               |
| エピソード7（第7回）      | 2018年7月27日       | 23:00 - 1:40        | ポジション評価（後半）                                               |
| エピソード8（第8回）      | 2018年8月3日        | 23:00 - 2:30        | コンセプト評価曲発表、仮グループ決め 第2回投票発表式                 |
| エピソード9（第9回）      | 2018年8月10日       | 23:00 - 1:40        | コンセプト評価グループ再編、レコーディング                           |
| エピソード10（第10回）    | 2018年8月17日       | 23:00 - 1:40        | コンセプト評価発表                                                   |
| エピソード11（第11回）    | 2018年8月24日       | 23:00 - 1:40        | 運動会、第3回投票発表式                                              |
| エピソード12（第12回）    | 2018年8月31日       | 20:00 - 0:00        | 特別公演、最終選抜者発表（生放送）                                   |

## トレーニングチーム
- 国民プロデューサー代表 - イ・スンギ
- 特別司会 - ボラ（イ・スンギのスケジュールの都合でポジション評価時に代役として司会[29]）
- ボーカルトレーナー
  - ソユ - 韓国のガールズグループSISTARの元メンバーでリードボーカル。
  - イ・ホンギ - 韓国のロックバンドFTISLANDのメインボーカル。
- ラップトレーナー
  - チーター - 『PRODUCE 101』シーズン1、シーズン2のトレーナーとしても参加。
- ダンストレーナー
  - ペ・ユンジョン - KARA の代表曲「ミスター」をはじめ「ジャンピン」「Lupin」「マンマミーア!」などの振付を担当。『PRODUCE 101』シーズン1のテーマ曲「Pick Me」、シーズン1からデビューしたI.O.Iのデビュー曲「Dream Girls」の振付も担当した。
  - チェ・ヨンジュン - 『PRODUCE 101』シーズン2からデビューしたWanna Oneのデビュー曲「Energetic」などの振付を担当。
  - メイジェイ・リー - TWICE 「KNOCK KNOCK」などの振付を担当。1MILLION DANCE STUDIO所属。

## 参加メンバー

### 日本側
| メンバー名 | 朝鮮語表記      | 出生年                 | 出身地   | 身長    | 血液型 | チーム名                   | 芸歴 （練習生期間） | クラス | 最終結果      | 最終順位 | 備考                                         |
| ---------- | --------------- | ---------------------- | -------- | ------- | ------ | -------------------------- | ------------------- | ------ | ------------- | -------- | -------------------------------------------- |
| 後藤萌咲   | 고토 모에       | 2001年5月20日（24歳）  | 愛知県   | 168cm   | O      | AKB48 Team A               | 4年7か月            | F→C    | 第3回発表脱落 | 24位     | 2020年にAKB48を卒業 モデルとして活動中       |
| 佐藤美波   | 사토 미나미     | 2003年8月3日（22歳）   | 神奈川県 | 153cm   | O      | AKB48 Team A 研究生        | 1年8か月            | D→F    | 第2回発表脱落 | 39位     | 2024年にAKB48を卒業 2024年に声優デビュー     |
| 下尾みう   | 시타오 미우     | 2001年4月3日（24歳）   | 山口県   | 161cm   | A      | AKB48 Team 8（Team A兼任） | 4年2か月            | D→D    | 最終発表脱落  | 18位     |                                              |
| 篠崎彩奈   | 시노자키 아야나 | 1996年1月8日（29歳）   | 埼玉県   | 155cm   | B      | AKB48 Team A               | 6年9か月            | F→F    | 第1回発表脱落 | 91位     | 2024年にAKB48を卒業                          |
| 千葉恵里   | 치바 에리이     | 2003年10月27日（21歳） | 神奈川県 | 160cm   | 不明   | AKB48 Team A               | 3年1か月            | F→F    | 第2回発表脱落 | 33位     | 「留学少女」に参加                           |
| 宮崎美穂   | 미야자키 미호   | 1993年7月30日（32歳）  | 東京都   | 160cm   | O      | AKB48 Team A               | 10年8か月           | D→D    | 最終発表脱落  | 15位     | 2022年にAKB48を卒業                          |
| 市川愛美   | 이치카와 마나미 | 1999年8月26日（25歳）  | 東京都   | 157cm   | A      | AKB48 Team K               | 5年5か月            | F→C    | 第1回発表脱落 | 81位     | 2023年にAKB48を卒業                          |
| 小田えりな | 오다 에리나     | 1997年4月25日（28歳）  | 神奈川県 | 165cm   | A      | AKB48 Team 8（Team K兼任） | 4年2か月            | C→F    | 第1回発表脱落 | 64位     | 2024年にAKB48を卒業                          |
| 小嶋真子   | 코지마 마코     | 1997年5月30日（28歳）  | 東京都   | 160cm   | O      | AKB48 Team K               | 6年                 | C→B    | 第2回発表脱落 | 34位     | 2019年にAKB48を卒業                          |
| 中野郁海   | 나카노 이쿠미   | 2000年8月20日（24歳）  | 鳥取県   | 166.7cm | 不明   | AKB48 Team 8（Team K兼任） | 4年2か月            | D→B    | 第1回発表脱落 | 59位     | 2019年にAKB48を卒業                          |
| 武藤十夢   | 무토 토무       | 1994年11月25日（30歳） | 東京都   | 156cm   | B      | AKB48 Team K               | 7年4か月            | D→D    | 第2回発表脱落 | 38位     | 2023年にAKB48を卒業                          |
| 茂木忍     | 모기 시노부     | 1997年2月16日（28歳）  | 千葉県   | 162cm   | AB     | AKB48 Team K               | 6年9か月            | F→D    | 第1回発表脱落 | 63位     | 2024年にAKB48を卒業                          |
| 岩立沙穂   | 이와타테 사호   | 1994年10月4日（30歳）  | 神奈川県 | 157cm   | B      | AKB48 Team B               | 6年9か月            | B→D    | 第2回発表脱落 | 40位     |                                              |
| 高橋朱里   | 타카하시 쥬리   | 1997年10月3日（27歳）  | 茨城県   | 158cm   | A      | AKB48 Team B               | 7年4か月            | B→A    | 最終発表脱落  | 16位     | 2019年にAKB48を卒業 元Rocket Punchのメンバー |
| 竹内美宥   | 타케우치 미유   | 1996年1月12日（29歳）  | 東京都   | 154cm   | O      | AKB48 Team B               | 8年9か月            | A→B    | 最終発表脱落  | 17位     | 2019年にAKB48を卒業                          |
| 中西智代梨 | 나카니시 치요리 | 1995年5月12日（30歳）  | 福岡県   | 160cm   | O      | AKB48 Team B               | 6年11か月           | D→C    | 第2回発表脱落 | 37位     | 2023年にAKB48を卒業                          |
| 本田仁美   | 혼다 히토미     | 2001年10月6日（23歳）  | 栃木県   | 158.1cm | A      | AKB48 Team 8（Team B兼任） | 4年2か月            | C→A    | 最終発表選抜  | 9位      | 2024年にAKB48を卒業 SAY MY NAMEのメンバー    |
| 浅井七海   | 아사이 나나미   | 2000年5月20日（25歳）  | 神奈川県 | 166cm   | O      | AKB48 Team 4               | 1年8か月            | F→D    | 第2回発表脱落 | 42位     | 2024年にAKB48を卒業                          |
| 永野芹佳   | 나가노 세리카   | 2001年3月27日（24歳）  | 大阪府   | 155cm   | O      | AKB48 Team 8（Team 4兼任） | 4年2か月            | F→F    | 第1回発表脱落 | 77位     |                                              |
| 浅井裕華   | 아사이 유우카   | 2003年11月10日（21歳） | 愛知県   | 160cm   | O      | SKE48 Team E               | 3年3か月            | F→D    | 第1回発表脱落 | 85位     |                                              |
| 松井珠理奈 | 마츠이 쥬리나   | 1997年3月8日（28歳）   | 愛知県   | 163cm   | B      | SKE48 Team S               | 9年11か月           | B→B    | 降板          | -        | 2021年にSKE48を卒業                          |
| 植村梓     | 우에무라 아즈사 | 1999年2月4日（26歳）   | 大阪府   | 157.5cm | O      | NMB48 Team BII             | 3年4か月            | F→降板 | 降板          | -        | 2018年にNMB48を活動辞退                      |
| 梅山恋和   | 우메야마 코코나 | 2003年8月7日（22歳）   | 大阪府   | 157cm   | O      | NMB48 Team N               | 2年                 | F→降板 | 降板          | -        | 2022年にNMB48を卒業                          |
| 加藤夕夏   | 카토 유우카     | 1997年8月1日（28歳）   | 大阪府   | 164cm   | A      | NMB48 Team M               | 6年6か月            | C→B    | 第1回発表脱落 | 74位     | 2023年にNMB48を卒業                          |
| 白間美瑠   | 시로마 미루     | 1997年10月14日（27歳） | 大阪府   | 160cm   | B      | NMB48 Team M               | 7年9か月            | B→D    | 最終発表脱落  | 20位     | 2021年にNMB48を卒業 2022年にソロデビュー     |
| 内木志     | 나이키 코코로   | 1997年4月6日（28歳）   | 滋賀県   | 163.5cm | A      | NMB48 Team N               | 4年7か月            | D→C    | 第1回発表脱落 | 87位     | 2019年にNMB48を卒業                          |
| 村瀬紗英   | 무라세 사에     | 1997年3月30日（28歳）  | 大阪府   | 159cm   | A      | NMB48 Team BII             | 7年1か月            | D→C    | 第3回発表脱落 | 22位     | 2020年にNMB48を卒業 モデルとして活動中       |
| 荒巻美咲   | 아라마키 미사키 | 2001年1月28日（24歳）  | 福岡県   | 160.5cm | 不明   | HKT48 Team TII             | 4年10か月           | F→F    | 第2回発表脱落 | 49位     | 2024年にHKT48を卒業                          |
| 今田美奈   | 이마다 미나     | 1997年3月5日（28歳）   | 福岡県   | 168cm   | O      | HKT48 Team KIV             | 6年11か月           | D→C    | 第1回発表脱落 | 76位     | 2022年にHKT48を卒業                          |
| 栗原紗英   | 쿠리하라 사에   | 1996年6月20日（29歳）  | 福岡県   | 164cm   | O      | HKT48 Team TII             | 4年10か月           | F→D    | 第1回発表脱落 | 83位     |                                              |
| 田中美久   | 타나카 미쿠     | 2001年9月12日（23歳）  | 熊本県   | 151cm   | B      | HKT48 Team H               | 4年10か月           | F→C    | 降板          | -        | 2023年にHKT48を卒業                          |
| 月足天音   | 츠키아시 아마네 | 1999年10月26日（25歳） | 福岡県   | 153cm   | O      | HKT48 Team TII             | 1年11か月           | F→F    | 降板          | -        | 2020年にHKT48を卒業 FRUITS ZIPPERのメンバー  |
| 松岡菜摘   | 마츠오카 나츠미 | 1996年8月8日（29歳）   | 福岡県   | 161cm   | A      | HKT48 Team H               | 6年11か月           | F→C    | 第1回発表脱落 | 67位     | 2022年にHKT48を卒業                          |
| 宮脇咲良   | 미야와키 사쿠라 | 1998年3月19日（27歳）  | 鹿児島県 | 163cm   | A      | HKT48 Team KIV             | 6年11か月           | A→A    | 最終発表選抜  | 2位      | 2021年にHKT48を卒業 LE SSERAFIMのメンバー    |
| 村川緋杏   | 무라카와 비비안 | 1999年12月3日（25歳）  | 福岡県   | 157cm   | O      | HKT48 Team TII             | 3年1か月            | F→F    | 第2回発表脱落 | 45位     | 2022年にHKT48を卒業 CANDY TUNEのメンバー     |
| 本村碧唯   | 모토무라 아오이 | 1997年5月31日（28歳）  | 福岡県   | 155cm   | A      | HKT48 Team KIV             | 6年11か月           | D→B    | 第2回発表脱落 | 52位     | 2023年にHKT48を卒業                          |
| 矢吹奈子   | 야부키 나코     | 2001年6月18日（24歳）  | 東京都   | 150cm   | 不明   | HKT48 Team H               | 4年10か月           | F→A    | 最終発表選抜  | 6位      | 2023年にHKT48を卒業                          |
| 山田野絵   | 야마다 노에     | 1999年10月7日（25歳）  | 神奈川県 | 158cm   | A      | NGT48 Team NIII            | 2年11か月           | C→F    | 第2回発表脱落 | 41位     | 2022年にNGT48を卒業                          |
| 長谷川玲奈 | 하세가와 레나   | 2001年3月15日（24歳）  | 新潟県   | 158cm   | O      | NGT48 Team NIII →Team G    | 2年11か月           | D→F    | 第1回発表脱落 | 71位     | 2019年にNGT48を卒業 2019年に声優デビュー     |

※芸歴（練習生期間）は番組参加当初（2018年6月）のもの。
このうち、田中美久、月足天音、植村梓、梅山恋和は第1次選抜に当たるグループバトル前に番組出演を辞退した。
松井珠理奈は体調不良による活動休止に伴い、第5回放送をもって降板した（順位発表式は欠席）。

### 韓国側
| メンバー名                  | 朝鮮語表記      | 出生年                 | 出身地 （国籍）     | 身長    | 血液型 | 所属事務所                                                     | 芸歴 （練習生期間） | クラス | 最終結果      | 最終順位 | 備考 |
| --------------------------- | --------------- | ---------------------- | ------------------- | ------- | ------ | -------------------------------------------------------------- | ------------------- | ------ | ------------- | -------- | --- |
| キム・チョヨン              | 김초연          | 2001年8月1日（24歳）   | 韓国                | 164cm   | B      | A team                                                         | 1年6か月            | A→C    | 第2回発表脱落 | 50位     | bugAbooのメンバー（2022年に解散）                                                                          |
| キム・ナヨン                | 김나영          | 2002年11月30日（22歳） | 韓国                | 155cm   | O      | バナナカルチャー→CUBEエンターテインメント                      | 1年7か月            | C→A    | 第3回発表脱落 | 21位     | LIGHTSUMのメンバー                                                                                         |
| キム・ダヘ（しまづ ここあ） | 김다혜          | 2002年                 | 韓国 日本           | 165cm   | O      | バナナカルチャー                                               | 1年1か月            | A→C    | 第1回発表脱落 | 75位     | |
| コ・ユジン                  | 고유진          | 2000年9月23日（24歳）  | 韓国                | 162cm   | B      | Block Berry Creative                                           | 2年8か月            | C→A    | 第2回発表脱落 | 31位     | |
| キム・ダヨン                | 김다연          | 2003年3月2日（22歳）   | 韓国                | 158cm   | B      | CNC→STARDIUMエンターテインメント→Jellyfishエンターテインメント | 0年8か月            | B→B    | 第1回発表脱落 | 70位     | 「Girls Planet 999」に参加しKep1erのメンバーとしてデビュー                                                 |
| キム・ユビン                | 김유빈          | 2002年2月27日（23歳）  | 韓国                | 166cm   | A      | CNC                                                            | 1年                 | B→D    | 第1回発表脱落 | 88位     | Bling Blingのメンバー                                                                                      |
| ユン・ウンビン              | 윤은빈          | 2004年5月21日（21歳）  | 韓国                | 154cm   | O      | CNC                                                            | 0年11か月           | B→B    | 第1回発表脱落 | 65位     | |
| イ・ユジョン                | 이유정          | 2004年6月14日（21歳）  | 韓国                | 160cm   | AB     | CNC→CUBEエンターテインメント                                   | 0年6か月            | C→C    | 第2回発表脱落 | 51位     | LIGHTSUMのメンバー                                                                                         |
| ホン・イェジ                | 홍예지          | 2002年1月31日（23歳）  | 韓国                | 162cm   | A      | CNC                                                            | 0年11か月           | B→F    | 第1回発表脱落 | 78位     | |
| キム・ヒョナ                | 김현아          | 1995年9月29日（29歳）  | 韓国                | 171cm   | A      | COLLAZOO Company                                               | 5年6か月            | B→B    | 第2回発表脱落 | 46位     | |
| ハン・チョウォン            | 한초원          | 2002年9月16日（22歳）  | 韓国                | 168cm   | O      | CUBEエンターテインメント                                       | 1年10か月           | D→B    | 最終発表脱落  | 13位     | LIGHTSUMのメンバー ※投票操作により脱落                                                                     |
| シン・スヒョン              | 신수현          | 1996年2月27日（29歳）  | 韓国                | 163cm   | B      | FAVE                                                           | 0年11か月           | D→F    | 第1回発表脱落 | 61位     | |
| キム・ドア                  | 김도아          | 2003年12月4日（21歳）  | 韓国                | 163cm   | O      | FENT（FASCINOエンターテインメント）                            | 1年2か月            | A→C    | 第3回発表脱落 | 23位     | FANATICSのメンバー 「Girls Planet 999」に参加                                                              |
| パク・ヘユン                | 박해윤          | 1996年1月10日（29歳）  | 韓国                | 157cm   | A      | FNCエンターテインメント                                        | 3年10か月           | A→D    | 最終発表脱落  | 19位     | Cherry Bulletのメンバー                                                                                    |
| チョ・アヨン                | 조아영          | 2000年10月9日（24歳）  | 韓国                | 157cm   | B      | FNCエンターテインメント                                        | 1年7か月            | C→B    | 第1回発表脱落 | 72位     | |
| キム・ミンソ                | 김민서          | 2002年7月28日（23歳）  | 韓国                | 166cm   | AB     | HOW                                                            | 0年7か月            | C→C    | 第2回発表脱落 | 44位     | |
| ワン・クー（王珂）          | 왕크어          | 2000年11月5日（24歳）  | 中国湖北省          | 165cm   | O      | HOW                                                            | 0年8か月            | B→D    | 第2回発表脱落 | 56位     | Gen1esのメンバー 「CHANG ASIA」参加                                                                        |
| ユ・ミニョン                | 유민영          | 2000年4月5日（25歳）   | 韓国                | 163cm   | O      | HOW                                                            | 0年6か月            | A→B    | 第2回発表脱落 | 54位     | |
| ソン・ウンチェ              | 손은채          | 1999年10月6日（25歳）  | 韓国                | 154cm   | A      | Million market→A team                                          | 0年6か月            | C→B    | 第2回発表脱落 | 32位     | bugAbooのメンバー（2022年に解散）                                                                          |
| チョ・サラン                | 조사랑          | 2003年9月5日（21歳）   | 韓国                | 155cm   | AB     | Million market                                                 | 0年6か月            | B→F    | 第1回発表脱落 | 89位     | |
| ウォン・ソヨン              | 원서연          | 2000年5月23日（25歳）  | 韓国                | 167cm   | AB     | MMO                                                            | 0年7か月            | C→F    | 第1回発表脱落 | 92位     | |
| パク・ミンジ                | 박민지          | 1999年3月31日（26歳）  | 韓国                | 164cm   | B      | MND17→Vineエンターテインメント                                 | 2年4か月            | B→B    | 第2回発表脱落 | 53位     | SECRET NUMBERのメンバー                                                                                    |
| パク・チャンジュ            | 박찬주          | 1999年11月28日（25歳） | 韓国                | 163cm   | B      | MND17                                                          | 2年1か月            | C→D    | 第1回発表脱落 | 68位     | |
| イ・チェジョン              | 이채정          | 1999年8月26日（25歳）  | 韓国                | 164cm   | AB     | MND17→IOKカンパニー                                            | 3年6か月            | C→C    | 第1回発表脱落 | 79位     | ALICE（旧ELRIS）のメンバー                                                                                 |
| イ・ハウン                  | 이하은          | 2004年10月30日（20歳） | 韓国                | 153cm   | O      | MNHエンターテインメント                                        | 2年4か月            | A→A    | 第2回発表脱落 | 48位     | |
| ユン・ヘソル                | 윤해솔          | 1997年12月27日（27歳） | 韓国                | 172cm   | AB     | Music Works                                                    | 3年4か月            | B→D    | 第2回発表脱落 | 35位     | |
| チェ・ソウン                | 최소은          | 2001年9月19日（23歳）  | 韓国                | 163.5cm | B      | Music Works                                                    | 0年10か月           | B→C    | 第1回発表脱落 | 90位     | |
| イ・カウン                  | 이가은          | 1994年8月24日（30歳）  | 韓国                | 169cm   | AB     | PLEDISエンターテインメント                                     | 6年11か月           | A→A    | 最終発表脱落  | 14位     | AFTERSCHOOLのメンバー（2019年に解散） ※投票操作により脱落                                                  |
| ホ・ユンジン                | 허윤진          | 2001年10月8日（23歳）  | 韓国 アメリカ合衆国 | 169cm   | B      | PLEDISエンターテインメント→SOURCE MUSIC                        | 0年6か月            | C→F    | 第3回発表脱落 | 26位     | LE SSERAFIMのメンバー                                                                                      |
| ナ・ゴウン                  | 나고은          | 1999年9月3日（25歳）   | 韓国                | 160cm   | B      | RBW                                                            | 1年                 | A→A    | 第3回発表脱落 | 29位     | PURPLE KISSのメンバー                                                                                      |
| パク・ジウン                | 박지은          | 1997年9月4日（27歳）   | 韓国                | 166cm   | A      | RBW                                                            | 4年1か月            | C→F    | 第1回発表脱落 | 80位     | PURPLE KISSのメンバー                                                                                      |
| アン・ユジン                | 안유진          | 2003年9月1日（21歳）   | 韓国                | 172cm   | A      | STARSHIPエンターテインメント                                   | 1年4か月            | B→A    | 最終発表選抜  | 5位      | IVEのメンバー                                                                                              |
| チャン・ウォニョン          | 장원영          | 2004年8月31日（20歳）  | 韓国                | 173cm   | O      | STARSHIPエンターテインメント                                   | 1年2か月            | B→B    | 最終発表選抜  | 1位      | IVEのメンバー                                                                                              |
| チョ・ガヒョン              | 조가현          | 2003年2月7日（22歳）   | 韓国                | 161.8cm | B      | STARSHIPエンターテインメント                                   | 1年8か月            | B→B    | 第2回発表脱落 | 57位     | |
| ペ・ウニョン                | 배은영          | 1997年5月23日（28歳）  | 韓国                | 163cm   | B      | Stone Music Entertainment                                      | 0年9か月            | C→B    | 第2回発表脱落 | 36位     | |
| イ・シアン                  | 이시안          | 1999年2月25日（26歳）  | 韓国                | 171cm   | A      | Stone Music Entertainment                                      | 0年9か月            | C→D    | 第3回発表脱落 | 30位     | |
| チャン・ギュリ              | 장규리          | 1997年12月27日（27歳） | 韓国                | 168cm   | B      | Stone Music Entertainment                                      | 0年9か月            | B→F    | 第3回発表脱落 | 25位     | fromis_9の元メンバー（2022年に脱退）                                                                       |
| チョ・ユリ                  | 조유리          | 2001年10月22日（23歳） | 韓国                | 160cm   | AB     | Stone Music Entertainment→WAKEONE                              | 0年9か月            | A→F    | 最終発表選抜  | 3位      | 2021年にソロデビュー                                                                                       |
| キム・ミンジュ              | 김민주          | 2001年2月5日（24歳）   | 韓国                | 166cm   | AB     | Urban Works→マネジメントSOOP                                   | 2年10か月           | D→C    | 最終発表選抜  | 11位     | 2022年に女優に転向                                                                                         |
| カン・ダミン                | 강다민          | 2004年3月24日（21歳）  | 韓国                | 162.5cm | AB     | wellmade yedang                                                | 0年11か月           | B→A    | 第1回発表脱落 | 62位     | Queenz Eyeのメンバー                                                                                       |
| ファン・ソヨン              | 황소연          | 2000年8月21日（24歳）  | 韓国                | 165cm   | AB     | wellmade yedang                                                | 1年                 | A→A    | 第1回発表脱落 | 60位     | |
| イ・スンヒョン              | 이승현          | 2001年2月21日（24歳）  | 韓国                | 171cm   | B      | WMエンターテインメント→GLG                                     | 2年5か月            | B→C    | 第1回発表脱落 | 73位     | H1-KEYのメンバー（活動名はリイナ）                                                                         |
| イ・チェヨン                | 이채연          | 2000年1月11日（25歳）  | 韓国                | 165cm   | A      | WMエンターテインメント                                         | 4年1か月            | A→A    | 最終発表選抜  | 12位     | 2022年にソロデビュー「ストリートウーマンファイター」に参加し、クルーチーム「WANT」に合流 「SIXTEEN」に参加 |
| チョ・ヨンイン              | 조영인          | 2001年10月31日（23歳） | 韓国                | 166cm   | A      | WMエンターテインメント                                         | 0年10か月           | B→C    | 第1回発表脱落 | 84位     | - |
| クォン・ウンビ              | 권은비          | 1995年9月27日（29歳）  | 韓国                | 160cm   | A      | Woollimエンターテインメント                                    | 5年6か月            | A→C    | 最終発表選抜  | 7位      | 2021年にソロデビュー Ye-Aの元メンバー (2015年に脱退)                                                       |
| キム・ソヒ                  | 김소희          | 2003年8月14日（22歳）  | 韓国                | 159cm   | A      | Woollimエンターテインメント                                    | 0年8か月            | C→B    | 第2回発表脱落 | 43位     | Rocket Punchのメンバー                                                                                     |
| キム・スユン                | 김수윤          | 2001年3月17日（24歳）  | 韓国                | 170cm   | A      | Woollimエンターテインメント                                    | 0年9か月            | C→C    | 第2回発表脱落 | 47位     | Rocket Punchのメンバー                                                                                     |
| キム・チェウォン            | 김채원          | 2000年8月1日（25歳）   | 韓国                | 164cm   | B      | Woollimエンターテインメント→SOURCE MUSIC                       | 0年11か月           | B→B    | 最終発表選抜  | 10位     | LE SSERAFIMのメンバー                                                                                      |
| アン・イェウォン            | 안예원          | 2001年2月10日（24歳）  | 韓国                | 172cm   | O      | YG K Plus                                                      | 0年4か月            | F→F    | 第1回発表脱落 | 86位     | |
| チェ・ヨンス                | 최연수          | 1999年7月15日（26歳）  | 韓国                | 170cm   | O      | YG K Plus                                                      | 0年4か月            | D→F    | 第1回発表脱落 | 66位     | |
| キム・シヒョン              | 김시현          | 1999年8月5日（26歳）   | 韓国                | 168cm   | B      | YUE HUA Entertainment                                          | 2年2か月            | B→A    | 第3回発表脱落 | 27位     | EVERGLOWのメンバー「PRODUCE 101（シーズン1）」に参加                                                       |
| ワン・イーレン (王怡人)     | 왕이런          | 2000年12月29日（24歳） | 中国                | 163cm   | AB     | YUE HUA Entertainment                                          | 1年4か月            | B→C    | 第3回発表脱落 | 28位     | EVERGLOWのメンバー（活動名はイロン）                                                                       |
| チェ・イェナ                | 최예나          | 1999年9月29日（25歳）  | 韓国                | 163cm   | A      | YUE HUA Entertainment                                          | 3年5か月            | A→B    | 最終発表選抜  | 4位      | 2022年にソロデビュー                                                                                       |
| アレックス・クリスティーン  | 알렉스 크리스틴 | 1996年12月9日（28歳）  | アメリカ合衆国      | 150cm   | A      | ZB Label                                                       | 2年11か月           | B→C    | 第1回発表脱落 | 82位     | |
| カン・ヘウォン              | 강혜원          | 1999年7月15日（26歳）  | 韓国                | 163cm   | B      | 8D Creative                                                    | 0年9か月            | F→F    | 最終発表選抜  | 8位      | 2022年にソロデビュー                                                                                       |
| パク・ソヨン                | 박서영          | 1999年3月10日（26歳）  | 韓国                | 162cm   | B      | 個人練習生                                                     | 8年                 | C→D    | 第2回発表脱落 | 55位     | |
| パク・ジニ                  | 박진희          | 1998年1月19日（27歳）  | 韓国                | 164cm   | B      | 個人練習生                                                     | 5年                 | C→F    | 第1回発表脱落 | 69位     | SECRET NUMBERのメンバー                                                                                    |

このうち、キム・シヒョンとパク・ミンジは『PRODUCE 101』のシーズン1にも参加していた（シーズン1の最終順位はシヒョンが40位、ミンジが71位）。
他のオーディション経験者は、fromis_9を生み出したサバイバル式オーディション番組『アイドル学校』（Mnet）に参加したペ・ウニョン、イ・シアン、チャン・ギュリ（fromis_9）、チョ・ユリ、TWICE を生み出した『SIXTEEN』（Mnet）に参加したイ・チェヨンがいる。
※個人練習生は芸能事務所に所属していない練習生（番組放送開始時）。

## ゲスト出演
- エピソード0（プロローグ放送）
  - 髙田健太 - 『PRODUCE 101 シーズン2』では視聴者投票で最終順位が24位となり、番組の最終選考から脱落したが、その後、K-POPグループJBJの一員としてデビュー[34]。
  - チョン・セウン - 『PRODUCE 101 シーズン2』では視聴者投票で最終順位は12位。2017年にソロデビュー。
  - ユ・ソンホ - 『PRODUCE 101 シーズン2』では視聴者投票で最終順位は17位。その後、俳優としてデビュー。
  - イ・ソクフン - 『PRODUCE 101 シーズン2』ではボーカルトレーナーを務めた。
- エピソード1（第1回放送）
  - カン・ダニエル - 『PRODUCE 101 シーズン2』では最終順位が1位となり、Wanna Oneとしてデビュー。
  - チョン・ソミ - 『PRODUCE 101 シーズン1』では最終順位が1位となり、I.O.Iとしてデビュー。
- エピソード5（第5回放送）
  - チョン・ソミ、キム・チョンハ - ダンスクイーンの選抜戦コーナーのスペシャルMCとして出演。キム・チョンハは元I.O.I[35]。
  - 髙田健太[36]
  - 有吉りさ[36] - 『PRODUCE 101 シーズン1』では最終順位が55位となり、番組から脱落。現在は韓国を拠点に、通販サイト運営やモデルをしている[37]。
- エピソード8（第8回放送）、エピソード9（第9回放送）
  - イ・デフィ - コンセプト評価の課題曲「다시 만나（また会おう）」の作詞・作曲者としてVTR出演。『PRODUCE 101 シーズン2』では最終順位が3位となり、Wanna Oneとしてデビュー。
- エピソード11（第11回放送）
  - ボラ - 韓国のガールズグループSISTARの元メンバー。練習生の悩み相談コーナー「ひそひそ悩み解決喫茶店」のカウンセリング役として出演[38]。
- エピソード12（第12回放送）
  - I.O.I
  - Wanna One
  - カン・ドンホ（ベクホ）（NU'EST） - デビュー評価曲「We Together」の作詞者としてレコーディング場面に登場。『PRODUCE 101 シーズン2』では練習生として参加し、最終順位は13位。その後、元々所属していたグループNU'ESTに復帰。

## 審査方法等

### 能力ごとのクラス分け
事前に練習生のパフォーマンスや歌唱力などをトレーナーが審査し、A・B・C・D・Fの5つのクラスに分類し、レッスンを受けた。レッスン後、再度評価を受けて再びA～Fクラスに仕分けし直す（Aクラスに分類された練習生は「NEKKOYA (PICK ME)」のセンター候補となる）。
クラス分けの審査単位は、日本側はAKB48グループごと（AKB48は複数のグループにさらに分かれた）、韓国側は所属事務所ごとにそれぞれ異なる歌とダンスを披露し、トレーナーの評価を受けた。

### グループバトル
8曲の女性アイドル曲が用意され、各曲ごとに2グループが挑戦し、勝った方のチームメンバー全員に対して1,000票が視聴者投票の結果に加算される。
グループの分け方はランダム抽選で行われ、抽選で選ばれた練習生はグループを組みたい練習生を指名する（最後まで選ばれなかった練習生はその練習生同士で組む）。

### 第1回順位発表
4週目までの合計投票数で1位～93位までを発表（グループバトル前に辞退した練習生は除く）。59位以下の練習生はこの時点で脱落となる。4週目までの投票数は一度リセットされ、5週目以降に再度投票が行われる。
なお、結果発表直前にSKE48の松井珠理奈の休養が発表されたが、投票順位は発表され（結果は13位）、司会のイ・スンギから「必ず本人には結果を伝えます」との説明が加えられた（松井の休養に伴う辞退による繰り上げ当選はなし）。

### ポジション評価バトル
ボーカルグループ6組とダンスグループ5組に分かれ、観客の前で披露しチーム内で1位のメンバーに5,000票、ボーカル総合1位とダンス総合1位の練習生に10万票が視聴者投票の票に加算される。

### 第2回順位発表
5週目から6週目までの合計投票数で1位～58位までを発表し、31位以下の練習生はこの時点で脱落となる。先に29位から順に1位を発表し、最後の30位を発表する。なお、第2回順位発表前の投票は任意の練習生12人を選んで投票するが、以降は練習生2人を選んで投票する。

### コンセプト評価バトル
6曲のオリジナル曲が課題曲として与えられ、「コンセプト評価マッチング投票」と呼ばれる、任意の課題曲を歌わせたいメンバーを選ぶ視聴者（国民プロデューサー）投票が2018年7月14日午前2時～7月21日午前1時までの期間で実施された。なお、チーム分けは第2回順位発表前に行われるため、脱落者も含めた57人で一旦暫定的に行われ、第2回順位発表後に1曲あたり5人に再編される。再編成の際は、最初に割り振られたチーム内で匿名で投票し、下位になったメンバーが定員に満たない他のチームに移動する。
最終的なメンバー構成を決めた後に、公開放送の形で観客の前でステージを披露する。観客の投票によりチーム順位が決定され、1位のチームには13万票が視聴者投票の票に加算される。1位のチームでチーム内1位の練習生には5万票、それ以外の1位チームのメンバーには2万票が加算される。

### 第3回順位発表
9週目から10週目までの合計投票数で1位～30位までを発表し、21位以下の練習生はこの時点で脱落となる。先に19位から順に1位を発表し、最後の20位を発表する。20位以内に入った練習生はデビュー評価へ進む。

### デビュー評価バトル
2曲のオリジナル曲（「We Together」、「好きになっちゃうだろう?」）が課題曲として与えられ、20位から下位の練習生がメインボーカル、サブボーカルのポジションを選択する。上位の練習生が下位の練習生とポジションが重複した場合は、他の曲への移動も含めて下位練習生のポジションを変更する権利を持つ（最終的にはレコーディングで作曲者たちの意見も踏まえて確定する）。センターについては各チームのメンバーの投票により決定されるが、全員がそれぞれセンターポジションを担当した個別練習動画を公開し、視聴者投票の参考とされる。
全員歌唱のバラードのオリジナル曲「꿈을 꾸는 동안 （夢を見ている間）」と合わせて生放送となった最終回で披露され、番組内視聴者投票の対象となった。

## 審査・課題での使用楽曲

### A-Fクラス分け段階
各グループにて披露された主なパフォーマンス曲は以下の通り。なお、個々のパフォーマンスの大部分の動画は公式サイトで公開されている（本放送で放送されなかったグループも含む）。
| A-Fクラス評価楽曲                   | A-Fクラス評価楽曲                          | A-Fクラス評価楽曲 | A-Fクラス評価楽曲 | A-Fクラス評価楽曲           | A-Fクラス評価楽曲    | A-Fクラス評価楽曲  | A-Fクラス評価楽曲 | A-Fクラス評価楽曲                                                                          |
| 日本側メンバー                      | 日本側メンバー                             | 日本側メンバー    | 日本側メンバー    | 日本側メンバー              | 日本側メンバー       | 日本側メンバー     | 日本側メンバー    | 日本側メンバー                                                                             |
| 楽曲名                              | 原曲 歌唱者                                | 原曲 発表国       | 原曲 発表年       | メンバー                    | 所属先               | 本放送             | 番組 公式動画     | 備考                                                                                       |
| ----------------------------------- | ------------------------------------------ | ----------------- | ----------------- | --------------------------- | -------------------- | ------------------ | ----------------- | ------------------------------------------------------------------------------------------ |
| ダンシング・ヒーロー （Eat You Up） | 荻野目洋子                                 | 日本              | 1986年            | 竹内美宥                    | AKB48                | ep.1 （第1回放送） | ○                 | 番組で竹内がオリジナルのジャズアレンジに編曲した。                                         |
| ダンシング・ヒーロー （Eat You Up） | 荻野目洋子                                 | 日本              | 1986年            | 後藤萌咲                    | AKB48                | ep.1 （第1回放送） | ○                 | 番組で竹内がオリジナルのジャズアレンジに編曲した。                                         |
| ダンシング・ヒーロー （Eat You Up） | 荻野目洋子                                 | 日本              | 1986年            | 岩立沙穂                    | AKB48                | ep.1 （第1回放送） | ○                 | 番組で竹内がオリジナルのジャズアレンジに編曲した。                                         |
| 投げキッスで撃ち落せ!               | AKB48                                      | 日本              | 2007年            | 千葉恵里                    | AKB48                | ep.2 （第2回放送） | ○                 |                                                                                            |
| 投げキッスで撃ち落せ!               | AKB48                                      | 日本              | 2007年            | 佐藤美波                    | AKB48                | ep.2 （第2回放送） | ○                 |                                                                                            |
| 投げキッスで撃ち落せ!               | AKB48                                      | 日本              | 2007年            | 浅井七海                    | AKB48                | ep.2 （第2回放送） | ○                 |                                                                                            |
| PLAYING WITH FIRE                   | BLACKPINK                                  | 韓国              | 2016年            | 武藤十夢                    | AKB48                | ep.2 （第2回放送） | ○                 |                                                                                            |
| PLAYING WITH FIRE                   | BLACKPINK                                  | 韓国              | 2016年            | 小嶋真子                    | AKB48                | ep.2 （第2回放送） | ○                 |                                                                                            |
| PLAYING WITH FIRE                   | BLACKPINK                                  | 韓国              | 2016年            | 高橋朱里                    | AKB48                | ep.2 （第2回放送） | ○                 |                                                                                            |
| ミスター                            | KARA                                       | 韓国              | 2010年            | 下尾みう                    | AKB48                | 未放送             | ○                 |                                                                                            |
| ミスター                            | KARA                                       | 韓国              | 2010年            | 永野芹佳                    | AKB48                | 未放送             | ○                 |                                                                                            |
| ミスター                            | KARA                                       | 韓国              | 2010年            | 本田仁美                    | AKB48                | 未放送             | ○                 |                                                                                            |
| Get you!                            | AKB48 （サシニング娘。）                   | 日本              | 2017年            | 小田えりな                  | AKB48                | ep.1 （第1回放送） | ○                 | AKB48のアルバム 「サムネイル」収録                                                         |
| Get you!                            | AKB48 （サシニング娘。）                   | 日本              | 2017年            | 中野郁海                    | AKB48                | ep.1 （第1回放送） | ○                 | AKB48のアルバム 「サムネイル」収録                                                         |
| What's Your Name?                   | 4minute                                    | 韓国              | 2013年            | 小田えりな                  | AKB48                | ep.1 （第1回放送） | ○                 | 4minuteのアルバム 「Name is 4minute」収録                                                  |
| What's Your Name?                   | 4minute                                    | 韓国              | 2013年            | 中西智代梨                  | AKB48                | ep.1 （第1回放送） | ○                 | 4minuteのアルバム 「Name is 4minute」収録                                                  |
| What's Your Name?                   | 4minute                                    | 韓国              | 2013年            | 宮崎美穂                    | AKB48                | ep.1 （第1回放送） | ○                 | 4minuteのアルバム 「Name is 4minute」収録                                                  |
| What's Your Name?                   | 4minute                                    | 韓国              | 2013年            | 茂木忍                      | AKB48                | ep.1 （第1回放送） | ○                 | 4minuteのアルバム 「Name is 4minute」収録                                                  |
| What's Your Name?                   | 4minute                                    | 韓国              | 2013年            | 篠崎彩奈                    | AKB48                | ep.1 （第1回放送） | ○                 | 4minuteのアルバム 「Name is 4minute」収録                                                  |
| What's Your Name?                   | 4minute                                    | 韓国              | 2013年            | 市川愛美                    | AKB48                | ep.1 （第1回放送） | ○                 | 4minuteのアルバム 「Name is 4minute」収録                                                  |
| Dear J                              | 板野友美                                   | 日本              | 2011年            | 松井珠理奈                  | SKE48                | ep.2 （第2回放送） | ○                 |                                                                                            |
| ワロタピーポー                      | NMB48                                      | 日本              | 2017年            | 内木志                      | NMB48                | ep.2 （第2回放送） | ○                 |                                                                                            |
| ワロタピーポー                      | NMB48                                      | 日本              | 2017年            | 村瀬紗英                    | NMB48                | ep.2 （第2回放送） | ○                 |                                                                                            |
| ワロタピーポー                      | NMB48                                      | 日本              | 2017年            | 白間美瑠                    | NMB48                | ep.2 （第2回放送） | ○                 |                                                                                            |
| ワロタピーポー                      | NMB48                                      | 日本              | 2017年            | 加藤夕夏                    | NMB48                | ep.2 （第2回放送） | ○                 |                                                                                            |
| ワロタピーポー                      | NMB48                                      | 日本              | 2017年            | 植村梓                      | NMB48                | ep.2 （第2回放送） | ○                 |                                                                                            |
| 止まらない観覧車                    | HKT48                                      | 日本              | 2017年            | 本村碧唯                    | HKT48                | ep.1 （第1回放送） | ○                 | 「シュートサイン」 Type C収録                                                              |
| 止まらない観覧車                    | HKT48                                      | 日本              | 2017年            | 今田美奈                    | HKT48                | ep.1 （第1回放送） | ○                 | 「シュートサイン」 Type C収録                                                              |
| 止まらない観覧車                    | HKT48                                      | 日本              | 2017年            | 松岡菜摘                    | HKT48                | ep.1 （第1回放送） | ○                 | 「シュートサイン」 Type C収録                                                              |
| 止まらない観覧車                    | HKT48                                      | 日本              | 2017年            | 月足天音                    | HKT48                | ep.1 （第1回放送） | ○                 | 「シュートサイン」 Type C収録                                                              |
| 止まらない観覧車                    | HKT48                                      | 日本              | 2017年            | 村川緋杏                    | HKT48                | ep.1 （第1回放送） | ○                 | 「シュートサイン」 Type C収録                                                              |
| 止まらない観覧車                    | HKT48                                      | 日本              | 2017年            | 荒巻美咲                    | HKT48                | ep.1 （第1回放送） | ○                 | 「シュートサイン」 Type C収録                                                              |
| 止まらない観覧車                    | HKT48                                      | 日本              | 2017年            | 栗原紗英                    | HKT48                | ep.1 （第1回放送） | ○                 | 「シュートサイン」 Type C収録                                                              |
| となりのバナナ                      | AKB48                                      | 日本              | 2013年            | 矢吹奈子                    | HKT48                | 未放送             | -                 | ひまわり組 2nd Stage 「夢を死なせるわけにいかない」 収録                                   |
| となりのバナナ                      | AKB48                                      | 日本              | 2013年            | 田中美久                    | HKT48                | 未放送             | -                 | ひまわり組 2nd Stage 「夢を死なせるわけにいかない」 収録                                   |
| 黒い天使                            | AKB48                                      | 日本              | 2009年            | 宮脇咲良                    | HKT48                | ep.2 （第2回放送） | ○                 | チームA 5th Stage 「恋愛禁止条例」 収録                                                    |
| Gee                                 | 少女時代                                   | 韓国              | 2009年            | 山田野絵                    | NGT48                | ep.1 （第1回放送） | ○                 |                                                                                            |
| Gee                                 | 少女時代                                   | 韓国              | 2009年            | 長谷川玲奈                  | NGT48                | ep.1 （第1回放送） | ○                 |                                                                                            |
| KNOCK KNOCK -Japanese ver.-         | TWICE                                      | 韓国              | 2017年            | 梅山恋和                    | NMB48                | ep.1 （第1回放送） | ○                 | アルバム『#TWICE』に収録                                                                   |
| KNOCK KNOCK -Japanese ver.-         | TWICE                                      | 韓国              | 2017年            | 浅井裕華                    | SKE48                | ep.1 （第1回放送） | ○                 | アルバム『#TWICE』に収録                                                                   |
| 韓国側メンバー                      |                                            |                   |                   |                             |                      |                    |                   |                                                                                            |
| 楽曲名                              | 原曲 歌唱者                                | 原曲 発表国       | 原曲 発表年       | メンバー                    | 所属先               | 本放送             | 番組 公式動画     | 備考                                                                                       |
| Move                                | リトル・ミックス                           | イギリス          | 2013年            | キム・シヒョン              | YUE HUA              | ep.1 （第1回放送） | ○                 |                                                                                            |
| Move                                | リトル・ミックス                           | イギリス          | 2013年            | ワン・イーレン              | YUE HUA              | ep.1 （第1回放送） | ○                 |                                                                                            |
| Move                                | リトル・ミックス                           | イギリス          | 2013年            | チェ・イェナ                | YUE HUA              | ep.1 （第1回放送） | ○                 |                                                                                            |
| セレブファイブ （セレブになりたい） | セレブファイブ                             | 韓国              | 2018年            | キム・ミンソ                | HOW                  | ep.1 （第1回放送） | ○                 | 「Eat You Up」の朝鮮語カバー。                                                             |
| セレブファイブ （セレブになりたい） | セレブファイブ                             | 韓国              | 2018年            | ワン・クー                  | HOW                  | ep.1 （第1回放送） | ○                 | 「Eat You Up」の朝鮮語カバー。                                                             |
| セレブファイブ （セレブになりたい） | セレブファイブ                             | 韓国              | 2018年            | ユ・ミニョン                | HOW                  | ep.1 （第1回放送） | ○                 | 「Eat You Up」の朝鮮語カバー。                                                             |
| Shower                              | Becky G                                    | アメリカ          | 2014年            | イ・スンヒョン              | WM                   | ep.1 （第1回放送） | ○                 | Becky G はアメリカのラッパー。同曲はビルボードチャートインに16位にランクインしたヒット曲。 |
| Shower                              | Becky G                                    | アメリカ          | 2014年            | イ・チェヨン                | WM                   | ep.1 （第1回放送） | ○                 | Becky G はアメリカのラッパー。同曲はビルボードチャートインに16位にランクインしたヒット曲。 |
| Shower                              | Becky G                                    | アメリカ          | 2014年            | チョ・ヨンイン              | WM                   | ep.1 （第1回放送） | ○                 | Becky G はアメリカのラッパー。同曲はビルボードチャートインに16位にランクインしたヒット曲。 |
| Wings                               | リトル・ミックス                           | イギリス          | 2012年            | アン・ユジン                | STARSHIP             | ep.1 （第1回放送） | ○                 | アルバム 「DNA」収録。                                                                     |
| Wings                               | リトル・ミックス                           | イギリス          | 2012年            | チャン・ウォニョン          | STARSHIP             | ep.1 （第1回放送） | ○                 | アルバム 「DNA」収録。                                                                     |
| Wings                               | リトル・ミックス                           | イギリス          | 2012年            | チョ・ガヒョン              | STARSHIP             | ep.1 （第1回放送） | ○                 | アルバム 「DNA」収録。                                                                     |
| 너랑 나 (YOU & I)                   | IU                                         | 韓国              | 2011年            | カン・ヘウォン              | 8D Creative          | ep.1 （第1回放送） | ○                 | アルバム 「Last Fantasy」収録。                                                            |
| Havana                              | カミラ・カベロ                             | アメリカ          | 2017年            | イ・カウン                  | Pledis               | ep.1 （第1回放送） | ○                 |                                                                                            |
| Havana                              | カミラ・カベロ                             | アメリカ          | 2017年            | ホ・ユンジン                | Pledis               | ep.1 （第1回放送） | ○                 |                                                                                            |
| 예쁘다（Pretty U）                  | SEVENTEEN                                  | 韓国              | 2016年            | ナ・ゴウン                  | RBW                  | ep.1 （第1回放送） | ○                 | アルバム 「LOVE&LETTER」に収録。                                                           |
| 예쁘다（Pretty U）                  | SEVENTEEN                                  | 韓国              | 2016年            | パク・ジウン                | RBW                  | ep.1 （第1回放送） | ○                 | アルバム 「LOVE&LETTER」に収録。                                                           |
| 우리집（僕の家）                    | 2PM                                        | 韓国              | 2015年            | キム・ヒョナ                | COLLAZOO company     | 未放送             | ○                 | アルバム 「My House」に収録。                                                              |
| Only You                            | miss A                                     | 韓国              | 2015年            | アン・イェウォン            | YGkplus              | 未放送             | ○                 | アルバム 「Colors」に収録。                                                                |
| Only You                            | miss A                                     | 韓国              | 2015年            | チェ・ヨンス                | YGkplus              | 未放送             | ○                 | アルバム 「Colors」に収録。                                                                |
| Rollar Coaster                      | キム・チョンハ                             | 韓国              | 2018年            | パク・ソヨン                | 個人練習生           | 未放送             | ○                 |                                                                                            |
| Rollar Coaster                      | キム・チョンハ                             | 韓国              | 2018年            | パク・ジニ                  | 個人練習生           | 未放送             | ○                 |                                                                                            |
| I don't like your girlfriend        | Weki Meki                                  | 韓国              | 2017年            | キム・ナヨン                | バナナ カルチャー    | 未放送             | ○                 |                                                                                            |
| I don't like your girlfriend        | Weki Meki                                  | 韓国              | 2017年            | キム・ダヘ                  | バナナ カルチャー    | 未放送             | ○                 |                                                                                            |
| Burn Break Crash                    | Snakehips                                  | イギリス          | 2016年            | イ・ハウン                  | MNH                  | ep.2 （第2回放送） | ○                 | Snakehips（スネイクヒップス）はロンドンのダンスポップデュオ。                              |
| No Matter What                      | BoA Beenzino                               | 韓国              | 2016年            | キム・ミンジュ              | Urban works          | ep.1 （第1回放送） | ○                 | 韓国のラッパー、ビーンジノ（Beenzino）とのコラボ曲                                         |
| So Hot                              | Wonder Girls                               | 韓国              | 2008年            | キム・ドア                  | FENT                 | ep.1 （第1回放送） | ○                 |                                                                                            |
| Ah-Choo                             | LOVELYZ                                    | 韓国              | 2015年            | クォン・ウンビ              | woollim              | ep.1 （第1回放送） | ○                 |                                                                                            |
| Ah-Choo                             | LOVELYZ                                    | 韓国              | 2015年            | キム・ソヒ                  | woollim              | ep.1 （第1回放送） | ○                 |                                                                                            |
| Bad                                 | INFINITE                                   | 韓国              | 2015年            |                             | woollim              | ep.1 （第1回放送） | ○                 |                                                                                            |
| Bad                                 | INFINITE                                   | 韓国              | 2015年            | キム・スユン                | woollim              | ep.1 （第1回放送） | ○                 |                                                                                            |
| Bad                                 | INFINITE                                   | 韓国              | 2015年            | キム・チェウォン            | woollim              | ep.1 （第1回放送） | ○                 |                                                                                            |
| Breathe                             | miss A                                     | 韓国              | 2010年            | カン・ダミン                | wellmade yedang      | ep.1 （第1回放送） | ○                 |                                                                                            |
| Breathe                             | miss A                                     | 韓国              | 2010年            | ファン・ソヨン              | wellmade yedang      | ep.1 （第1回放送） | ○                 |                                                                                            |
| 주인공(Heroine)                     | SUNMI                                      | 韓国              | 2018年            | ウォン・ソヨン              | MMO                  | ep.1 （第1回放送） | ○                 |                                                                                            |
| 빨개요(RED)                         | HyunA                                      | 韓国              | 2014年            | ハン・チョウォン            | CUBE                 | ep.1 （第1回放送） | ○                 |                                                                                            |
| Team                                | イギー・アゼリア                           | オーストラリア    | 2016年            | イ・ユジョン                | CNC                  | ep.2 （第2回放送） | ○                 |                                                                                            |
| Team                                | イギー・アゼリア                           | オーストラリア    | 2016年            | ユン・ウンビン              | CNC                  | ep.2 （第2回放送） | ○                 |                                                                                            |
| Team                                | イギー・アゼリア                           | オーストラリア    | 2016年            | ホン・イェジ                | CNC                  | ep.2 （第2回放送） | ○                 |                                                                                            |
| Team                                | イギー・アゼリア                           | オーストラリア    | 2016年            | キム・ダヨン                | CNC                  | ep.2 （第2回放送） | ○                 |                                                                                            |
| Team                                | イギー・アゼリア                           | オーストラリア    | 2016年            | キム・ユビン                | CNC                  | ep.2 （第2回放送） | ○                 |                                                                                            |
| Lip & Hip                           | HyunA                                      | 韓国              | 2017年            | キム・チョヨン              | A team               | ep.2 （第2回放送） | ○                 |                                                                                            |
| Gasina                              | SUNMI                                      | 韓国              | 2017年            | アレックス・ クリスティーン | ZB LABEL             | 未放送             | ○                 |                                                                                            |
| Chewing Gum                         | NCT                                        | 韓国              | 2016年            | ペ・ウニョン                | STONE MUSIC          | ep.2 （第2回放送） | ○                 |                                                                                            |
| Chewing Gum                         | NCT                                        | 韓国              | 2016年            | チャン・ギュリ              | STONE MUSIC          | ep.2 （第2回放送） | ○                 |                                                                                            |
| Chewing Gum                         | NCT                                        | 韓国              | 2016年            | イ・シアン                  | STONE MUSIC          | ep.2 （第2回放送） | ○                 |                                                                                            |
| Chewing Gum                         | NCT                                        | 韓国              | 2016年            | チョ・ユリ                  | STONE MUSIC          | ep.2 （第2回放送） | ○                 |                                                                                            |
| Lip & Hip                           | HyunA                                      | 韓国              | 2017年            | コ・ユジン                  | Block Berry Creative | ep.2 （第2回放送） | ○                 |                                                                                            |
| Humble                              | ケンドリック・ラマー                       | アメリカ          | 2017年            | チョ・サラン                | Million market       | 未放送             | ○                 |                                                                                            |
| 아잉♡（アイン♡）                    | Orange Caramel                             | 韓国              | 2017年            | ソン・ウンチェ              | Million market       | 未放送             | ○                 |                                                                                            |
| ? (물음표)                          | Primary Feat. 최자 Of 다이나믹듀오, Zion.T | 韓国              | 2012年            | ユン・ヘソル                | Music Works          | ep.1 （第1回放送） | ○                 | 물음표（ムルムピョ）はクエスチョンマークの意。                                             |
| ? (물음표)                          | Primary Feat. 최자 Of 다이나믹듀오, Zion.T | 韓国              | 2012年            | チェ・ソウン                | Music Works          | ep.1 （第1回放送） | ○                 | 물음표（ムルムピョ）はクエスチョンマークの意。                                             |

### グループバトル
| 단발머리 (Short Hair)         | AOA        | 韓国 | 2014年 | ep.4 （第4回放送） | 1班：○ 2班：○ | 日本盤アルバムAce of Angelsでは原曲の日本語Ver.が収録。                                                 |
| 붐바야 (BOOMBAYAH)            | BLACKPINK  | 韓国 | 2016年 | ep.4 （第4回放送） | 1班：○ 2班：○ | 日本盤アルバム「Re: BLACKPINK」（2018年）では原曲の日本語Ver.が収録。                                   |
| 너무너무너무 (Very Very Very) | I.O.I      | 韓国 | 2016年 | ep.4 （第4回放送） | 1班：○ 2班：○ | 原曲はミニアルバム「miss me?」（2016年）収録。                                                          |
| 피카부 (Peek-A-Boo)           | Red Velvet | 韓国 | 2017年 | ep.4 （第4回放送） | 1班：○ 2班：○ | 原曲はアルバム「Perfect Velvet」（2017年）収録。                                                        |
| Like OHH-AHH -Japanese ver.-  | TWICE      | 日本 | 2017年 | ep.4 （第4回放送） | 1班：○ 2班：○ | 原曲はベストアルバム「＃TWICE」（2017年）収録。                                                         |
| マンマミーア!                 | KARA       | 日本 | 2014年 | ep.4 （第4回放送） | 1班：○ 2班：○ | 日本語ver.で披露された。                                                                                |
| 귀를 기울이면 (LOVE WHISPER)  | GFRIEND    | 韓国 | 2017年 | ep.3 （第3回放送） | 1班：○ 2班：○ | 原曲はミニアルバム「PARALLEL」（2017年）収録。 2018年にはアルバム「今日から私たちは」に日本語ver.収録。 |
| ハイテンション                | AKB48      | 日本 | 2016年 | ep.4 （第4回放送） | 1班：○ 2班：○ | グループ評価のステージでも日本語ver.で披露された。                                                      |

### ポジション評価バトル
| ポジション評価バトル楽曲            | ポジション評価バトル楽曲             | ポジション評価バトル楽曲 | ポジション評価バトル楽曲 | ポジション評価バトル楽曲 | ポジション評価バトル楽曲 | ポジション評価バトル楽曲                                                                    | ポジション評価バトル楽曲 | ポジション評価バトル楽曲 |
| ボーカル＆ラップ                    | ボーカル＆ラップ                     | ボーカル＆ラップ         | ボーカル＆ラップ         | ボーカル＆ラップ         | ボーカル＆ラップ         | ボーカル＆ラップ                                                                            | ボーカル＆ラップ         | ボーカル＆ラップ         |
| 楽曲名                              | 原曲 歌唱者                          | 原曲 発表国              | 原曲 発表年              | 本放送                   | 番組 公式動画            | 備考                                                                                        |                          |                          |
| ----------------------------------- | ------------------------------------ | ------------------------ | ------------------------ | ------------------------ | ------------------------ | ------------------------------------------------------------------------------------------- | ------------------------ | ------------------------ |
| 에너제틱 (Energitic)                | Wanna One                            | 韓国                     | 2017年                   | ep.6 （第6回放送）       | ○                        | Wanna Oneデビューアルバム「1X1=1 (TO BE ONE)」収録。                                        |                          |                          |
| 널 너무 모르고 (Don't know you)     | Heize                                | 韓国                     | 2017年                   | ep.6 （第6回放送）       | ○                        | Heize（ヘイズ）は韓国のラッパー。                                                           |                          |                          |
| メリクリ                            | BoA                                  | 韓国                     | 2004年                   | ep.6 （第6回放送）       | ○                        | 日本語ver.で披露された。                                                                    |                          |                          |
| 다시 만난 세계 (Into The New World) | 少女時代                             | 韓国                     | 2007年                   | ep.7 （第7回放送）       | ○                        | 少女時代のデビューシングル。                                                                |                          |                          |
| 뚜두뚜두 (DDU-DU DDU-DU)            | BLACKPINK                            | 韓国                     | 2018年                   | ep.7 （第7回放送）       | ○                        | 原曲はアルバム「SQUARE UP」（2018年）収録。                                                 |                          |                          |
| 전하지 못한 진심 (The Truth Untold) | BTS（防弾少年団） (feat. Steve Aoki) | 韓国                     | 2018年                   | ep.7 （第7回放送）       | ○                        | 原曲はアルバム「LOVE YOURSELF 轉 'Tear'」（2018年）に収録。                                 |                          |                          |
| ダンス                              |                                      |                          |                          |                          |                          |                                                                                             |                          |                          |
| 楽曲名                              | 原曲 歌唱者                          | 原曲 発表国              | 原曲 発表年              | 本放送                   | 番組 公式動画            | 備考                                                                                        |                          |                          |
| Side to Side                        | アリアナ・グランデ                   | アメリカ                 | 2016年                   | ep.6 （第6回放送）       | ○                        |                                                                                             |                          |                          |
| Sorry Not Sorry                     | デミ・ロヴァート                     | アメリカ                 | 2017年                   | ep.6 （第6回放送）       | ○                        | 原曲はアルバム「Tell Me You Love Me」（2017年）に収録。                                     |                          |                          |
| HandClap                            | Fitz and the Tantrums                | アメリカ                 | 2016年                   | ep.7 （第7回放送）       | ○                        | フィッツ・アンド・ザ・タントラムズ(FITZ AND THE TANTRUMS)はアメリカのネオ・ソウルグループ。 |                          |                          |
| Touch                               | リトル・ミックス                     | イギリス                 | 2016年                   | ep.7 （第7回放送）       | ○                        | 原曲はアルバム「Glory Days」（2016年）収録。                                                |                          |                          |
| Instruction                         | ジャックス・ジョーンズ               | イギリス                 | 2017年                   | ep.7 （第7回放送）       | ○                        | イギリスのDJ/プロデューサー。原曲はデジタル配信曲。                                         |                          |                          |

### コンセプト評価バトル
当番組のオリジナル曲。この6曲はデジタルアルバム「PRODUCE 48 - 30 Girls 6 Concepts」に収録されており、2018年8月18日にiTunesなどで配信された。
- 「1000％」 - ジャンルはコンテンポラリー・ガールズポップ。作詞・作曲・編曲：オレオ。
- 「너에게 닿기를（君に届くように）」 - ジャンルはニュージャックスウィング。作詞・作曲・編曲：イ・サンホ、ヨンベ（仮面ライダー）
- 「I AM」 - ジャンルはR&B/ヒップホップ。SUPER JUNIORのアルバム「PLAY」などに楽曲を提供したFull8loomが作曲。
- 「다시 만나（また会おう）」 - ジャンルはポップダンス。Wanna Oneのイ・デフィの作曲[39]。
- 「Rumor」 - ジャンルはムーンバートン（EDMの一種）/トラップ。韓国のアイドルグループBTOBなどに楽曲を提供したEDENが作曲[39]。
- 「Rollin' Rollin'」 - ジャンルはトロピカル・ハウス/ポップス。Wanna Oneの「BOOMERANG」を作曲したWonderkid、シンクンによる作品[39]。

### デビュー評価バトル
当番組のオリジナル曲。これらの楽曲はデジタルアルバム「PRODUCE 48 - FINAL」に収録されており、2018年9月1日にiTunesなどで配信された。
- 「We Together」 - ハン・ソンスプロデュースによる作品。作詞は『PRODUCE 101 シーズン2』の練習生だったカン・ドンホ（最終順位13位）。
- 「好きになっちゃうだろう?（반해버리잖아?）」 - 秋元康プロデュースによる日本語曲。
- 「꿈을 꾸는 동안（夢を見ている間）」 - 番組では1番は朝鮮語、2番は日本語で披露された。

## 審査・投票結果

### A-Fクラス分け
| A-Fクラス分け結果 | A-Fクラス分け結果 | A-Fクラス分け結果 | A-Fクラス分け結果 |
| クラス            | 国別              | 当初評価 | 再評価後 ※紫文字はクラス昇格、赤文字はクラス降格 |
| ----------------- | ----------------- | --- | --- |
| Aクラス           | 日本              | 宮脇咲良、竹内美宥 | 宮脇咲良、矢吹奈子、高橋朱里、本田仁美 |
| Aクラス           | 韓国              | クォン・ウンビ、チェ・イェナ、キム・チョヨン、イ・ガウン、パク・ヘユン、ファン・ソヨン、キム・ドア、チョ・ユリ、ユ・ミニョン、イ・ハウン、ナ・ゴウン、イ・チェヨン、キム・ダヘ | ナ・ゴウン、イ・カウン、ファン・ソヨン、イ・チェヨン、イ・ハウン、コ・ユジン、キム・ナヨン、カン・ダミン、キム・シヒョン、アン・ユジン                                                                                     |
| Bクラス           | 日本              | 高橋朱里、松井珠理奈、岩立沙穗、白間美瑠 | 松井珠理奈、中野郁海、本村碧唯、加藤夕夏、小嶋真子、竹内美宥 |
| Bクラス           | 韓国              | チャン・ギュリ、キム・チェウォン、ワン・クー、チョ・ヨンイン、イ・スンヒョン、キム・ユビン、チョ・サラン、カン・ダミン、ホン・イェジ、ユン・ウンビン、キム・ダヨン、パク・ミンジ、キム・シヒョン、アレックス・クリスティーン、チャン・ウォニョン、アン・ユジン、チョ・ガヒョン、ワン・イーロン、キム・ヒョナ、ユン・ヘソル、チェ・ソウン | キム・チェウォン、ユン・ウンビン、キム・ダヨン、パク・ミンジ、チャン・ウォニョン、キム・ヒョナ、チョ・ガヒョン、チョ・アヨン、ハン・チョウォン、ペ・ウニョン、ソン・ウンチェ、キム・ソヒ、チェ・イェナ、ユ・ミニョン       |
| Cクラス           | 日本              | 本田仁美、小嶋真子、加藤夕夏、小田えりな、山田野絵 | 中西智代梨、田中美久、村瀬紗英、内木志、松岡菜摘、今田美奈、市川愛美、後藤萌咲 |
| Cクラス           | 韓国              | ペ・ウニョン、コ・ユジン、イ・シアン、ウォン・ソヨン、イ・チェジョン、ソン・ウンチェ、パク・チャンジュ、キム・ミンソ、キム・ソヒ、ホ・ユンジン、キム・スユン、パク・ソヨン、キム・ナヨン、パク・ジニ、イ・ユジョン、パク・ジウン、チョ・アヨン                                                                                           | イ・チェジョン、キム・ミンソ、イ・ユジョン、キム・スユン、キム・ミンジュ、クォン・ウンビ、チョ・ヨンイン、イ・スンヒョン、アレックス・クリスティーン、ワン・イーロン、キム・チョヨン、キム・ドア、キム・ダヘ、チェ・ソウン |
| Dクラス           | 日本              | 中野郁海、本村碧唯、中西智代梨、今田美奈、内木志、村瀬紗英、武藤十夢、宮崎美穂、下尾みう、佐藤美波、長谷川玲奈 | 武藤十夢、宮崎美穂、下尾みう、茂木忍、浅井七海、浅井裕華、栗原紗英、白間美瑠、岩立沙穂 |
| Dクラス           | 韓国              | キム・ミンジュ、ハン・チョウォン、シン・スヒョン、チェ・ヨンス | キム・ユビン、パク・ソヨン、パク・チャンジュ、パク・ヘユン、ワン・クー、ユン・ヘソル、イ・シアン |
| Fクラス           | 日本              | 梅山恋和、植村梓、矢吹奈子、後藤萌咲、市川愛美、松岡菜摘、田中美久、茂木忍、浅井七海、栗原紗英、浅井裕華、永野芹佳、篠崎彩奈、千葉恵里、村川緋杏、荒巻美咲、月足天音 | 永野芹佳、篠崎彩奈、千葉恵里、村川緋杏、荒巻美咲、月足天音、佐藤美波、小田えりな、山田野絵、長谷川玲奈 |
| Fクラス           | 韓国              | カン・ヘウォン、アン・イェウォン | カン・ヘウォン、アン・イェウォン、パク・ジウン、パク・ジニ、シン・スヒョン、ウォン・ソヨン、チャン・ギュリ、チョ・サラン、チョ・ユリ、チェ・ヨンス、ホ・ユンジン、ホン・イェジ                                             |
| 途中辞退 ・降板   | 日本              | （なし） | 梅山恋和、植村梓 |
| 途中辞退 ・降板   | 韓国              | （なし） | （なし） |

- このクラス分け（再評価後）の結果を受けて、韓国の音楽番組『M COUNTDOWN』（Mnet）で披露した「NEKKOYA (PICK ME)」のパフォーマンスはAクラスを前列に、B～Dクラスはステージ後方、Fクラスはステージ下の位置で行うこととなった。

### グループバトル
以下、IZ*ONEメンバーについては太字で表記する。
| グループバトル結果                        | グループバトル結果 | グループバトル結果         | グループバトル結果      | グループバトル結果      | グループバトル結果   | グループバトル結果 | グループバトル結果         | グループバトル結果 |
| 表題曲                                    | 班別               | メンバー                   | 所属                    | パート・ポジション      | 会場内 個人別 投票数 | 平均 得票数        | 勝利による 加算票込 得票数 |                    |
| ----------------------------------------- | ------------------ | -------------------------- | ----------------------- | ----------------------- | -------------------- | ------------------ | -------------------------- | ------------------ |
| 「귀를 기울이면 (LOVE WHISPER) 」 GFRIEND | 1班                | ワン・クー                 | HOW                     | メインボーカル          | 28                   | 55.7               | -                          |                    |
| 「귀를 기울이면 (LOVE WHISPER) 」 GFRIEND | 1班                | 武藤十夢                   | AKB48                   |                         | 52                   | 55.7               | -                          |                    |
| 「귀를 기울이면 (LOVE WHISPER) 」 GFRIEND | 1班                | ソン・ウンチェ             | Millon Market           | リーダー                | 88                   | 55.7               | -                          |                    |
| 「귀를 기울이면 (LOVE WHISPER) 」 GFRIEND | 1班                | 永野芹佳                   | AKB48                   |                         | 22                   | 55.7               | -                          |                    |
| 「귀를 기울이면 (LOVE WHISPER) 」 GFRIEND | 1班                | 山田野絵                   | NGT48                   |                         | 106                  | 55.7               | -                          |                    |
| 「귀를 기울이면 (LOVE WHISPER) 」 GFRIEND | 1班                | 市川愛美                   | AKB48                   | センター                | 38                   | 55.7               | -                          |                    |
| 「귀를 기울이면 (LOVE WHISPER) 」 GFRIEND | 2班 （勝者）       | 矢吹奈子                   | HKT48                   | メインボーカル          | 330                  | 81.3               | 1,330                      |                    |
| 「귀를 기울이면 (LOVE WHISPER) 」 GFRIEND | 2班 （勝者）       | ユン・ウンビン             | CNC                     |                         | 42                   | 81.3               | 1,042                      |                    |
| 「귀를 기울이면 (LOVE WHISPER) 」 GFRIEND | 2班 （勝者）       | キム・ナヨン               | バナナカルチャー        | リーダー                | 32                   | 81.3               | 1,032                      |                    |
| 「귀를 기울이면 (LOVE WHISPER) 」 GFRIEND | 2班 （勝者）       | 荒巻美咲                   | HKT48                   |                         | 30                   | 81.3               | 1,030                      |                    |
| 「귀를 기울이면 (LOVE WHISPER) 」 GFRIEND | 2班 （勝者）       | 栗原紗英                   | HKT48                   |                         | 18                   | 81.3               | 1,018                      |                    |
| 「귀를 기울이면 (LOVE WHISPER) 」 GFRIEND | 2班 （勝者）       | カン・ダミン               | Wellmade Yedang         | センター                | 36                   | 81.3               | 1,036                      |                    |
| 「피카부 (Peek-A-Boo)」 Red Velvet        | 1班                | チャン・ギュリ             | Stone Music             | メインボーカル          | 78                   | 58                 | -                          |                    |
| 「피카부 (Peek-A-Boo)」 Red Velvet        | 1班                | アレックス・クリスティーン | ZB Labal                |                         | 4                    | 58                 | -                          |                    |
| 「피카부 (Peek-A-Boo)」 Red Velvet        | 1班                | イ・カウン                 | Pledis                  |                         | 74                   | 58                 | -                          |                    |
| 「피카부 (Peek-A-Boo)」 Red Velvet        | 1班                | ぺ・ウニョン               | Stone Music             | リーダー                | 28                   | 58                 | -                          |                    |
| 「피카부 (Peek-A-Boo)」 Red Velvet        | 1班                | 松井珠理奈                 | SKE48                   |                         | 110                  | 58                 | -                          |                    |
| 「피카부 (Peek-A-Boo)」 Red Velvet        | 1班                | ワン・イロン               | YUE HUA                 | センター                | 54                   | 58                 | -                          |                    |
| 「피카부 (Peek-A-Boo)」 Red Velvet        | 2班 （勝者）       | ホン・イェジ               | CNC                     | メインボーカル          | 92                   | 79                 | 1,092                      |                    |
| 「피카부 (Peek-A-Boo)」 Red Velvet        | 2班 （勝者）       | キム・ダヘ                 | バナナカルチャー        |                         | 26                   | 79                 | 1,026                      |                    |
| 「피카부 (Peek-A-Boo)」 Red Velvet        | 2班 （勝者）       | イ・ユジョン               | CNC                     |                         | 98                   | 79                 | 1,098                      |                    |
| 「피카부 (Peek-A-Boo)」 Red Velvet        | 2班 （勝者）       | 下尾みう                   | AKB48                   |                         | 116                  | 79                 | 1,116                      |                    |
| 「피카부 (Peek-A-Boo)」 Red Velvet        | 2班 （勝者）       | 加藤夕夏                   | NMB48                   |                         | 102                  | 79                 | 1,102                      |                    |
| 「피카부 (Peek-A-Boo)」 Red Velvet        | 2班 （勝者）       | キム・ユビン               | CNC                     | センター リーダー       | 40                   | 79                 | 1,040                      |                    |
| 「단발머리 (Short Hair) 」 AOA            |                    |                            |                         |                         |                      |                    |                            |                    |
| 1班 （勝者）                              | チョ・ユリ         | Stone Music                | メインボーカル          | 152                     | 73.7                 | 1,152              |                            |                    |
| 1班 （勝者）                              | 高橋朱里           | AKB48                      | センター                | 52                      | 73.7                 | 1,052              |                            |                    |
| 1班 （勝者）                              | キム・シヒョン     | YUE HUA                    | リーダー                | 64                      | 73.7                 | 1,064              |                            |                    |
| 1班 （勝者）                              | 小嶋真子           | AKB48                      |                         | 120                     | 73.7                 | 1,120              |                            |                    |
| 1班 （勝者）                              | ユン・ミンヨン     | HOW                        | ラッパー                | 28                      | 73.7                 | 1,028              |                            |                    |
| 1班 （勝者）                              | キム・ミンソ       | HOW                        | ラッパー                | 26                      | 73.7                 | 1,026              |                            |                    |
| 2班                                       | イ・シアン         | Stone Music                | メインボーカル          | 148                     | 68.0                 | -                  |                            |                    |
| 2班                                       | 長谷川玲奈         | NGT48                      |                         | 50                      | 68.0                 | -                  |                            |                    |
| 2班                                       | 松岡菜摘           | HKT48                      |                         | 90                      | 68.0                 | -                  |                            |                    |
| 2班                                       | アン・イェウォン   | YG K Plus                  | ラッパー                | 16                      | 68.0                 | -                  |                            |                    |
| 2班                                       | 今田美奈           | HKT48                      | ラッパー                | 36                      | 68.0                 | -                  |                            |                    |
| 「マンマミーア!」 KARA                    |                    |                            |                         |                         |                      |                    |                            |                    |
| 1班 （勝者）                              | パク・ミンジ       | MND17                      | メインボーカル          | 66                      | 84.4                 | 1,066              |                            |                    |
| 1班 （勝者）                              | パク・ジウン       | RBW                        |                         | 32                      | 84.4                 | 1,032              |                            |                    |
| 1班 （勝者）                              | 中西智代梨         | AKB48                      |                         | 48                      | 84.4                 | 1,048              |                            |                    |
| 1班 （勝者）                              | 村瀬紗英           | NMB48                      |                         | 138                     | 84.4                 | 1,138              |                            |                    |
| 1班 （勝者）                              | キム・ヒョナ       | COLLAZOO Company           | センター リーダー       | 138                     | 84.4                 | 1,138              |                            |                    |
| 2班                                       | チョ・サラン       | Million Market             | メインボーカル          | 18                      | 61.3                 | -                  |                            |                    |
| 2班                                       | シン・スヒョン     | FAVE                       |                         | 88                      | 61.3                 | -                  |                            |                    |
| 2班                                       | 宮崎美穂           | AKB48                      | リーダー                | 92                      | 61.3                 | -                  |                            |                    |
| 2班                                       | 村川緋杏           | HKT48                      |                         | 86                      | 61.3                 | -                  |                            |                    |
| 2班                                       | 篠崎彩奈           | AKB48                      |                         | 28                      | 61.3                 | -                  |                            |                    |
| 2班                                       | チェ・ソウン       | Music Works                | センター                | 56                      | 61.3                 | -                  |                            |                    |
| 「ハイテンション」 AKB48                  | 1班                | ユン・ヘソル               | Music Works             | メインボーカル          | 40                   | 46.3               | -                          |                    |
| 「ハイテンション」 AKB48                  | 1班                | キム・ダヨン               | CNC                     |                         | 46                   | 46.3               | -                          |                    |
| 「ハイテンション」 AKB48                  | 1班                | 岩立沙穂                   | AKB48                   | センター                | 56                   | 46.3               | -                          |                    |
| 「ハイテンション」 AKB48                  | 1班                | チョ・ヨンイン             | WM                      | リーダー                | 28                   | 46.3               | -                          |                    |
| 「ハイテンション」 AKB48                  | 1班                | 茂木忍                     | AKB48                   | ラッパー                | 58                   | 46.3               | -                          |                    |
| 「ハイテンション」 AKB48                  | 1班                | 中野郁海                   | AKB48                   | ラッパー                | 50                   | 46.3               | -                          |                    |
| 「ハイテンション」 AKB48                  | 2班 （勝者）       | 竹内美宥                   | AKB48                   | リーダー                | 84                   | 101.2              | 1,084                      |                    |
| 「ハイテンション」 AKB48                  | 2班 （勝者）       | 小田えりな                 | AKB48                   |                         | 60                   | 101.2              | 1,060                      |                    |
| 「ハイテンション」 AKB48                  | 2班 （勝者）       | ホ・ユンジン               | Pledis                  | センター                | 188                  | 101.2              | 1,188                      |                    |
| 「ハイテンション」 AKB48                  | 2班 （勝者）       | チョ・アヨン               | FNC                     | ラッパー                | 160                  | 101.2              | 1,160                      |                    |
| 「ハイテンション」 AKB48                  | 2班 （勝者）       | キム・スユン               | Woollim                 | ラッパー                | 12                   | 101.2              | 1,012                      |                    |
| 「붐바야 (BOOMBAYAH) 」 BLACKPINK         | 1班                | イ・チェジョン             | MND17                   | リーダー メインラッパー | 54                   | 65.2               | -                          |                    |
| 「붐바야 (BOOMBAYAH) 」 BLACKPINK         | 1班                | コ・ユジン                 | Blockberry Creative     | サブラッパー            | 198                  | 65.2               | -                          |                    |
| 「붐바야 (BOOMBAYAH) 」 BLACKPINK         | 1班                | パク・チャンジュ           | MND17                   | センター サブラッパー   | 22                   | 65.2               | -                          |                    |
| 「붐바야 (BOOMBAYAH) 」 BLACKPINK         | 1班                | ウォン・ソヨン             | MMO                     | ボーカル                | 22                   | 65.2               | -                          |                    |
| 「붐바야 (BOOMBAYAH) 」 BLACKPINK         | 1班                | キム・ソヒ                 | Woollim                 | ボーカル                | 30                   | 65.2               | -                          |                    |
| 「붐바야 (BOOMBAYAH) 」 BLACKPINK         | 2班 （勝者）       | カン・ヘウォン             | 8D Creative             | メインラッパー          | 44                   | 74.7               | 1,044                      |                    |
| 「붐바야 (BOOMBAYAH) 」 BLACKPINK         | 2班 （勝者）       | 千葉恵里                   | AKB48                   | サブラッパー            | 102                  | 74.7               | 1,102                      |                    |
| 「붐바야 (BOOMBAYAH) 」 BLACKPINK         | 2班 （勝者）       | 佐藤美波                   | AKB48                   | サブラッパー            | 86                   | 74.7               | 1,086                      |                    |
| 「붐바야 (BOOMBAYAH) 」 BLACKPINK         | 2班 （勝者）       | ハン・チョウォン           | CUBE                    | センター リーダー       | 42                   | 74.7               | 1,042                      |                    |
| 「붐바야 (BOOMBAYAH) 」 BLACKPINK         | 2班 （勝者）       | 浅井七海                   | AKB48                   | ボーカル                | 144                  | 74.7               | 1,144                      |                    |
| 「붐바야 (BOOMBAYAH) 」 BLACKPINK         | 2班 （勝者）       | 浅井裕華                   | SKE48                   | ボーカル                | 30                   | 74.7               | 1,030                      |                    |
| 「Like OHH-AHH -Japanese ver.-」 TWICE    |                    |                            |                         |                         |                      |                    |                            |                    |
| 1班 （勝者）                              | パク・ヘユン       | FNC                        | リーダー メインボーカル | 50                      | 73.7                 | 1,050              |                            |                    |
| 1班 （勝者）                              | キム・チェウォン   | Woollim                    |                         | 104                     | 73.7                 | 1,104              |                            |                    |
| 1班 （勝者）                              | 後藤萌咲           | AKB48                      |                         | 172                     | 73.7                 | 1,172              |                            |                    |
| 1班 （勝者）                              | イ・スンヒョン     | WM                         | センター                | 26                      | 73.7                 | 1,026              |                            |                    |
| 1班 （勝者）                              | ファン・ソヨン     | Wellmade Yedang            | ラッパー                | 10                      | 73.7                 | 1,010              |                            |                    |
| 1班 （勝者）                              | キム・ドア         | FENT                       | ラッパー                | 80                      | 73.7                 | 1,080              |                            |                    |
| 2班                                       | イ・ハウン         | MNH                        | メインボーカル          | 86                      | 57                   | -                  |                            |                    |
| 2班                                       | チョ・ガヒョン     | STARSHIP                   |                         | 14                      | 57                   | -                  |                            |                    |
| 2班                                       | 内木志             | NMB48                      |                         | 86                      | 57                   | -                  |                            |                    |
| 2班                                       | パク・ソヨン       | 個人練習生                 | センター リーダー       | 72                      | 57                   | -                  |                            |                    |
| 2班                                       | パク・ジニ         | 個人練習生                 | ラッパー                | 38                      | 57                   | -                  |                            |                    |
| 2班                                       | チェ・ヨンス       | YG K Plus                  | ラッパー                | 46                      | 57                   | -                  |                            |                    |
| 「너무너무너무 (Very Very Very) 」 I.O.I  |                    |                            |                         |                         |                      |                    |                            |                    |
| 1班 （勝者）                              | チェ・イェナ       | YUE HUA                    | メインボーカル          | 64                      | 73.3                 | 1,064              |                            |                    |
| 1班 （勝者）                              | ナ・ゴウン         | RBW                        | リーダー                | 42                      | 73.3                 | 1,042              |                            |                    |
| 1班 （勝者）                              | 白間美瑠           | NMB48                      |                         | 112                     | 73.3                 | 1,112              |                            |                    |
| 1班 （勝者）                              | 本田仁美           | AKB48                      |                         | 70                      | 73.3                 | 1,070              |                            |                    |
| 1班 （勝者）                              | アン・ユジン       | STARSHIP                   | ラッパー                | 62                      | 73.3                 | 1,062              |                            |                    |
| 1班 （勝者）                              | チャン・ウォニョン | STARSHIP                   | センター                | 90                      | 73.3                 | 1,090              |                            |                    |
| 2班                                       | イ・チェヨン       | WM                         | メインボーカル          | 34                      | 59.3                 | -                  |                            |                    |
| 2班                                       | クォン・ウンビ     | Woollim                    | リーダー                | 24                      | 59.3                 | -                  |                            |                    |
| 2班                                       | 宮脇咲良           | HKT48                      |                         | 164                     | 59.3                 | -                  |                            |                    |
| 2班                                       | 本村碧唯           | HKT48                      |                         | 46                      | 59.3                 | -                  |                            |                    |
| 2班                                       | キム・ミンジュ     | Urban Works                | ラッパー                | 34                      | 59.3                 | -                  |                            |                    |
| 2班                                       | キム・チョヨン     | A team                     | センター ラッパー       | 54                      | 59.3                 | -                  |                            |                    |

### ビジュアルセンタートップ11
エピソード5（第5回放送）にて練習生内の投票により、ビジュアルセンターだと思う上位11位の練習生を発表。なお、このランキングの結果は練習生の当落とは関係しない。
| ビジュアルセンタートップ11 | ビジュアルセンタートップ11 | ビジュアルセンタートップ11 | ビジュアルセンタートップ11                                   |
| 順位                       | メンバー                   | 所属                       | 視聴者投票順位（推移）                                       |
| -------------------------- | -------------------------- | -------------------------- | ------------------------------------------------------------ |
| 1位                        | ワン・イーレン             | YUE HUA                    | 11位→7位→9位→8位→14位→28位→26位→28位（第3回発表で脱落）      |
| 2位                        | キム・ミンジュ             | Urban Works                | 13位→17位→19位→15位→6位→22位→20位→15位→11位（IZ*ONE選抜）    |
| 3位                        | ホ・ユンジン               | Pledis                     | 19位→15位→21位→22位→11位→26位→27位→28位（第3回発表で脱落）   |
| 4位                        | チャン・ウォニョン         | STARSHIP                   | 3位→4位→4位→3位→1位→8位→8位→7位→1位（IZ*ONE選抜）            |
| 5位                        | アン・ユジン               | STARSHIP                   | 2位→2位→2位→2位→4位→17位→10位→14位→5位（IZ*ONE選抜）         |
| 6位                        | キム・チェウォン           | Woollim                    | 21位→21位→30位→28位→15位→12位→15位→19位→10位（IZ*ONE選抜）   |
| 7位                        | 宮脇咲良                   | HKT48                      | 1位→5位→3位→4位→7位→1位→2位→1位→2位（IZ*ONE選抜）            |
| 8位                        | クォン・ウンビ             | Woollim                    | 25位→3位→5位→5位→5位→11位→11位→12位→7位（IZ*ONE選抜）        |
| 9位                        | 白間美瑠                   | NMB48                      | 9位→22位→13位→16位→13位→14位→14位→8位→20位（最終発表で脱落） |
| 10位                       | キム・ミンソ               | HOW                        | 62位→39位→47位→53位→44位（第2回発表で脱落）                  |
| 11位                       | イ・カウン                 | Pledis                     | 5位→1位→1位→1位→8位→5位→5位→14位（最終発表で脱落）           |

### ポジション評価バトル
| ポジション評価結果 | ポジション評価結果                                                                              | ポジション評価結果 | ポジション評価結果  | ポジション評価結果  | ポジション評価結果          | ポジション評価結果 | ポジション評価結果 |
| 種目別             | 課題曲                                                                                          | メンバー           | 所属                | パート・ ポジション | チーム内順位 （会場内投票） | 全体順位           | 会場内 得票数      |
| ------------------ | ----------------------------------------------------------------------------------------------- | ------------------ | ------------------- | ------------------- | --------------------------- | ------------------ | ------------------ |
| ボーカル&ラップ    | 「에너제틱 (Energitic) 」 Wanna One                                                             |                    |                     |                     |                             |                    |                    |
| ボーカル&ラップ    | 「에너제틱 (Energitic) 」 Wanna One                                                             | チョ・ユリ         | Stone Music         | センター            | 1位                         | ボーカル 総合5位   | 511                |
| ボーカル&ラップ    | 「에너제틱 (Energitic) 」 Wanna One                                                             | キム・シヒョン     | YUE HUA             | リーダー            | 3位                         |                    | 376                |
| ボーカル&ラップ    | 「에너제틱 (Energitic) 」 Wanna One                                                             | ナ・ゴウン         | RBW                 |                     | 2位                         |                    | 382                |
| ボーカル&ラップ    | 「에너제틱 (Energitic) 」 Wanna One                                                             | 浅井七海           | AKB48               |                     | 5位                         |                    | 273                |
| ボーカル&ラップ    | 「에너제틱 (Energitic) 」 Wanna One                                                             | 山田野絵           | NGT48               |                     | 4位                         |                    | 356                |
| ボーカル&ラップ    | 「널 너무 모르고 (Don't know you) 」 Heize                                                      | パク・ミンジ       | MND17               | リーダー センター   | 4位                         |                    | 360                |
| ボーカル&ラップ    | 「널 너무 모르고 (Don't know you) 」 Heize                                                      | ハン・チョウォン   | CUBE                |                     | 1位                         | ボーカル 総合1位   | 585                |
| ボーカル&ラップ    | 「널 너무 모르고 (Don't know you) 」 Heize                                                      | カン・ヘウォン     | 8D Creative         |                     | 3位                         |                    | 400                |
| ボーカル&ラップ    | 「널 너무 모르고 (Don't know you) 」 Heize                                                      | ユ・ミニョン       | HOW                 |                     | 2位                         |                    | 499                |
| ダンス             | 「Side to Side」 アリアナ・グランデ                                                             | イ・シアン         | Stone Music         | センター            | 5位                         |                    | 358                |
| ダンス             | 「Side to Side」 アリアナ・グランデ                                                             | イ・カウン         | Pledis              | リーダー            | 3位                         |                    | 411                |
| ダンス             | 「Side to Side」 アリアナ・グランデ                                                             | チャン・ウォニョン | STARSHIP            |                     | 2位                         |                    | 446                |
| ダンス             | 「Side to Side」 アリアナ・グランデ                                                             | ワン・イーレン     | YUE HUA             |                     | 4位                         |                    | 391                |
| ダンス             | 「Side to Side」 アリアナ・グランデ                                                             | 白間美瑠           | NMB48               |                     | 1位                         | ダンス 総合2位     | 469                |
| ボーカル           | 「メリクリ」 BoA                                                                                |                    |                     |                     |                             |                    |                    |
| ボーカル           | 「メリクリ」 BoA                                                                                | パク・ヘユン       | FNC                 | センター            | 1位                         | ボーカル 総合4位   | 543                |
| ボーカル           | 「メリクリ」 BoA                                                                                | キム・ナヨン       | バナナ・カルチャー  |                     | 3位                         |                    | -                  |
| ボーカル           | 「メリクリ」 BoA                                                                                | キム・ソヒ         | Woollim             |                     | 6位                         |                    | -                  |
| ボーカル           | 「メリクリ」 BoA                                                                                | ユン・ヘソル       | Music Works         | リーダー            | 2位                         |                    | -                  |
| ボーカル           | 「メリクリ」 BoA                                                                                | 荒巻美咲           | HKT48               |                     | 4位                         |                    | -                  |
| ボーカル           | 「メリクリ」 BoA                                                                                | 佐藤美波           | AKB48               |                     | 5位                         |                    | -                  |
| ダンス             | 「Sorry Not Sorry」 デミオ・ロヴァート 結果的に5人中4人がIZ*ONEという「死のグループ」となった。 |                    |                     |                     |                             |                    |                    |
| ダンス             | 「Sorry Not Sorry」 デミオ・ロヴァート 結果的に5人中4人がIZ*ONEという「死のグループ」となった。 | クォン・ウンビ     | Woollim             | リーダー センター   | 1位                         | ダンス 総合3位     | 450                |
| ダンス             | 「Sorry Not Sorry」 デミオ・ロヴァート 結果的に5人中4人がIZ*ONEという「死のグループ」となった。 | アン・ユジン       | STARSHIP            |                     | 2位                         |                    | 403                |
| ダンス             | 「Sorry Not Sorry」 デミオ・ロヴァート 結果的に5人中4人がIZ*ONEという「死のグループ」となった。 | チェ・イェナ       | YUE HUA             |                     | 4位                         |                    | 364                |
| ダンス             | 「Sorry Not Sorry」 デミオ・ロヴァート 結果的に5人中4人がIZ*ONEという「死のグループ」となった。 | イ・チェヨン       | WM                  |                     | 3位                         |                    | 397                |
| ダンス             | 「Sorry Not Sorry」 デミオ・ロヴァート 結果的に5人中4人がIZ*ONEという「死のグループ」となった。 | コ・ユジン         | Blockberry Creative |                     | 5位                         |                    | 337                |
| ボーカル           | 「다시 만난 세계 (Into The New World) 」 少女時代                                               | ホ・ユンジン       | Pledis              | センター            | 2位                         |                    | 537                |
| ボーカル           | 「다시 만난 세계 (Into The New World) 」 少女時代                                               | 後藤萌咲           | AKB48               |                     | 4位                         |                    | 239                |
| ボーカル           | 「다시 만난 세계 (Into The New World) 」 少女時代                                               | 矢吹奈子           | HKT48               |                     | 3位                         |                    | 511                |
| ボーカル           | 「다시 만난 세계 (Into The New World) 」 少女時代                                               | 千葉恵里           | AKB48               |                     | 5位                         |                    | 287                |
| ボーカル           | 「다시 만난 세계 (Into The New World) 」 少女時代                                               | キム・チェウォン   | Woollim             | リーダー            | 1位                         | ボーカル 総合3位   | 550                |
| ダンス             | 「HandClap」 Fitz and the Tantrums                                                              | 本村碧唯           | HKT48               | センター            | 6位                         |                    | 312                |
| ダンス             | 「HandClap」 Fitz and the Tantrums                                                              | 小嶋真子           | AKB48               |                     | 3位                         |                    | 442                |
| ダンス             | 「HandClap」 Fitz and the Tantrums                                                              | 武藤十夢           | AKB48               |                     | 5位                         |                    | 313                |
| ダンス             | 「HandClap」 Fitz and the Tantrums                                                              | 村瀨紗英           | NMB48               |                     | 1位                         | ダンス 総合1位     | 477                |
| ダンス             | 「HandClap」 Fitz and the Tantrums                                                              | キム・チョヨン     | A Team              | リーダー            | 2位                         |                    | 446                |
| ダンス             | 「HandClap」 Fitz and the Tantrums                                                              | キム・ミンソ       | HOW                 |                     | 4位                         |                    | 387                |
| ボーカル           | 「전하지 못한 진심 (The Truth Untold)」 BTS(防弾少年団) (feat. Steve Aoki)                      | チャン・ギュリ     | Stone Music         | センター            | 2位                         |                    | 298                |
| ボーカル           | 「전하지 못한 진심 (The Truth Untold)」 BTS(防弾少年団) (feat. Steve Aoki)                      | 竹内美宥           | AKB48               | リーダー            | 4位                         |                    | 289                |
| ボーカル           | 「전하지 못한 진심 (The Truth Untold)」 BTS(防弾少年団) (feat. Steve Aoki)                      | 宮崎美穂           | AKB48               |                     | 1位                         | ボーカル 総合2位   | 559                |
| ボーカル           | 「전하지 못한 진심 (The Truth Untold)」 BTS(防弾少年団) (feat. Steve Aoki)                      | 岩立沙穂           | AKB48               |                     | 3位                         |                    | 294                |
| ダンス             | 「Instruction」 ジャックス・ジョーンズ                                                          |                    |                     |                     |                             |                    |                    |
| ダンス             | 「Instruction」 ジャックス・ジョーンズ                                                          | ソン・ウンチェ     | Million Market      | センター リーダー   | 1位                         | ダンス 総合4位     | 438                |
| ダンス             | 「Instruction」 ジャックス・ジョーンズ                                                          | イ・ハウン         | MNH                 |                     | 6位                         |                    | 267                |
| ダンス             | 「Instruction」 ジャックス・ジョーンズ                                                          | 中西智代梨         | AKB48               |                     | 3位                         |                    | 358                |
| ダンス             | 「Instruction」 ジャックス・ジョーンズ                                                          | ワン・クー         | HOW                 |                     | 5位                         |                    | 313                |
| ダンス             | 「Instruction」 ジャックス・ジョーンズ                                                          | キム・ヒョナ       | COLLAZOO Company    |                     | 2位                         |                    | 382                |
| ダンス             | 「Instruction」 ジャックス・ジョーンズ                                                          | キム・スユン       | Woollim             |                     | 4位                         |                    | 335                |
| ダンス             | 「Touch」 リトル・ミックス                                                                      | 下尾みう           | AKB48               | センター            | 3位                         |                    | 369                |
| ダンス             | 「Touch」 リトル・ミックス                                                                      | 本田仁美           | AKB48               |                     | 2位                         |                    | 395                |
| ダンス             | 「Touch」 リトル・ミックス                                                                      | キム・ミンジュ     | Urban Works         |                     | 1位                         | ダンス 総合5位     | 423                |
| ダンス             | 「Touch」 リトル・ミックス                                                                      | ペ・ウニョン       | Stone Music         | リーダー            | 4位                         |                    | 329                |
| ダンス             | 「Touch」 リトル・ミックス                                                                      | イ・ユジュン       | CNC                 |                     | 5位                         |                    | 304                |
| ボーカル&ラップ    | 「뚜두뚜두 (DDU-DU DDU-DU) 」 BLACKPINK                                                         |                    |                     |                     |                             |                    |                    |
| ボーカル&ラップ    | 「뚜두뚜두 (DDU-DU DDU-DU) 」 BLACKPINK                                                         | キム・ドア         | FENT                | センター            | 1位                         | ボーカル 総合6位   | 488                |
| ボーカル&ラップ    | 「뚜두뚜두 (DDU-DU DDU-DU) 」 BLACKPINK                                                         | パク・ソヨン       | 個人練習生          | リーダー            | 4位                         |                    | 352                |
| ボーカル&ラップ    | 「뚜두뚜두 (DDU-DU DDU-DU) 」 BLACKPINK                                                         | 宮脇咲良           | HKT48               |                     | 3位                         |                    | 384                |
| ボーカル&ラップ    | 「뚜두뚜두 (DDU-DU DDU-DU) 」 BLACKPINK                                                         | 高橋朱里           | AKB48               |                     | 2位                         |                    | 432                |
| ボーカル&ラップ    | 「뚜두뚜두 (DDU-DU DDU-DU) 」 BLACKPINK                                                         | 村川緋杏           | HKT48               |                     | 5位                         |                    | 311                |
| ボーカル&ラップ    | 「뚜두뚜두 (DDU-DU DDU-DU) 」 BLACKPINK                                                         | チョ・ガヒョン     | STARSHIP            |                     | 6位                         |                    | 176                |

### コンセプト評価
| コンセプト評価         |                                  |                                 |                    |                    |                |               |                                |                                      |                           |
| グループ 順位 （票数） | 曲目                             | ジャンル                        | メンバー           | 所属               | ポジション     | チーム内 順位 | 会場内 個人別票数 (加算票除く) | 備考                                 | 個人チッケム 番組公式動画 |
| ---------------------- | -------------------------------- | ------------------------------- | ------------------ | ------------------ | -------------- | ------------- | ------------------------------ | ------------------------------------ | ------------------------- |
| 1位 （266票）          | Rollin'Rollin'                   | トロピカル・ハウス ポップダンス | チャン・ウォニョン | STARSHIP           | センター       | 2位           | 53                             | 2万票加算                            | 〇                        |
| 1位 （266票）          | Rollin'Rollin'                   | トロピカル・ハウス ポップダンス | キム・ドア         | FENT               |                | 4位           | 46                             | 2万票加算                            | 〇                        |
| 1位 （266票）          | Rollin'Rollin'                   | トロピカル・ハウス ポップダンス | 本田仁美           | AKB48              |                | 3位           | 50                             | 2万票加算                            | 〇                        |
| 1位 （266票）          | Rollin'Rollin'                   | トロピカル・ハウス ポップダンス | キム・ナヨン       | バナナ・カルチャー | メインボーカル | 5位           | 30                             | 2万票加算                            | 〇                        |
| 1位 （266票）          | Rollin'Rollin'                   | トロピカル・ハウス ポップダンス | 白間美瑠           | NMB48              |                | 1位           | 79                             | 個人総合2位（加算票除き）。5万票加算 | 〇                        |
| 2位 （242票）          | 너에게 닿기를 （君に届くように） | ニュージャック スウィング       | チャン・ギュリ     | Stone Music        |                | 5位           | 16                             |                                      | 〇                        |
| 2位 （242票）          | 너에게 닿기를 （君に届くように） | ニュージャック スウィング       | ナ・ゴウン         | RBW                | メインボーカル | 4位           | 27                             |                                      | 〇                        |
| 2位 （242票）          | 너에게 닿기를 （君に届くように） | ニュージャック スウィング       | 矢吹奈子           | HKT48              |                | 1位           | 78                             | 個人総合3位（加算票除き）            | 〇                        |
| 2位 （242票）          | 너에게 닿기를 （君に届くように） | ニュージャック スウィング       | キム・チェウォン   | Woollim            | センター       | 2位           | 63                             | 個人総合5位（加算票除き）            | 〇                        |
| 2位 （242票）          | 너에게 닿기를 （君に届くように） | ニュージャック スウィング       | チョ・ユリ         | Stone Music        |                | 3位           | 59                             |                                      | 〇                        |
| 3位 （241票）          | Rumor                            | ムーンバートン トラップ         | ハン・チョウォン   | CUBE               |                | 4位           | 41                             |                                      | 〇                        |
| 3位 （241票）          | Rumor                            | ムーンバートン トラップ         | 村瀬紗英           | NMB48              |                | 2位           | 56                             |                                      | 〇                        |
| 3位 （241票）          | Rumor                            | ムーンバートン トラップ         | キム・シヒョン     | YUE HUA            | センター       | 5位           | 35                             |                                      | 〇                        |
| 3位 （241票）          | Rumor                            | ムーンバートン トラップ         | イ・シアン         | Stone Music        |                | 3位           | 44                             |                                      | 〇                        |
| 3位 （241票）          | Rumor                            | ムーンバートン トラップ         | クォン・ウンビ     | Woollim            | メインボーカル | 1位           | 65                             | 個人総合4位（加算票除き）            | 〇                        |
| 4位 （222票）          | 다시 만나 （また会おう）         | ポップダンス                    | カン・ヘウォン     | 8D Creative        |                | 4位           | 23                             |                                      | 〇                        |
| 4位 （222票）          | 다시 만나 （また会おう）         | ポップダンス                    | ワン・イーレン     | YUE HUA            | センター       | 5位           | 10                             |                                      | 〇                        |
| 4位 （222票）          | 다시 만나 （また会おう）         | ポップダンス                    | 竹内美宥           | AKB48              |                | 3位           | 35                             |                                      | 〇                        |
| 4位 （222票）          | 다시 만나 （また会おう）         | ポップダンス                    | パク・ヘユン       | FNC                | メインボーカル | 2位           | 55                             |                                      | 〇                        |
| 4位 （222票）          | 다시 만나 （また会おう）         | ポップダンス                    | 宮脇咲良           | HKT48              |                | 1位           | 99                             | 個人総合1位（加算票除き）            | 〇                        |
| 5位 （138票）          | 1000%                            | コンテンポラリー ガールズポップ | 宮崎美穂           | AKB48              |                | 1位           | 42                             |                                      | 〇                        |
| 5位 （138票）          | 1000%                            | コンテンポラリー ガールズポップ | 後藤萌咲           | AKB48              |                | 3位           | 28                             |                                      | 〇                        |
| 5位 （138票）          | 1000%                            | コンテンポラリー ガールズポップ | イ・チェヨン       | WM                 | メインボーカル | 4位           | 18                             |                                      | 〇                        |
| 5位 （138票）          | 1000%                            | コンテンポラリー ガールズポップ | 下尾みう           | AKB48              |                | 2位           | 37                             |                                      | 〇                        |
| 5位 （138票）          | 1000%                            | コンテンポラリー ガールズポップ | キム・ミンジュ     | Urban Works        | センター       | 5位           | 10                             |                                      | 〇                        |
| 6位 （89票）           | I AM                             | ヒップホップ R&Bポップ          | チェ・イェナ       | YUE HUA            |                | 1位           | 26                             |                                      | 〇                        |
| 6位 （89票）           | I AM                             | ヒップホップ R&Bポップ          | アン・ユジン       | STARSHIP           | センター       | 2位           | 22                             |                                      | 〇                        |
| 6位 （89票）           | I AM                             | ヒップホップ R&Bポップ          | ホ・ユンジン       | プレディス         | メインボーカル | 5位           | 9                              |                                      | 〇                        |
| 6位 （89票）           | I AM                             | ヒップホップ R&Bポップ          | 高橋朱里           | AKB48              |                | 4位           | 13                             |                                      | 〇                        |
| 6位 （89票）           | I AM                             | ヒップホップ R&Bポップ          | イ・カウン         | プレディス         | リーダー       | 3位           | 17                             |                                      | 〇                        |

### デビュー評価
| We Together （앞으로 잘 부탁해）          | 竹内美宥    | AKB48                  | メインボーカル | 17位      | 158,052票 | × |
| 本田仁美                                  | AKB48       | サブボーカル           | 9位            | 240,418票 | ○         |   |
| 宮崎美穂                                  | AKB48       | サブボーカル           | 15位           | 184,765票 | ×         |   |
| チョ・ユリ                                | STONE MUSIC | サブボーカル           | 3位            | 294,734票 | ○         |   |
| チャン・ウォニョン                        | STARSHIP    | サブボーカル           | 1位            | 338,366票 | ○         |   |
| アン・ユジン                              | STARSHIP    | サブボーカル           | 5位            | 280,487票 | ○         |   |
| キム・ミンジュ                            | Urban Works | サブボーカル           | 11位           | 227,061票 | ○         |   |
| パク・ヘユン                              | FNC         | サブボーカル           | 19位           | 96,612票  | ×         |   |
| 矢吹奈子                                  | HKT48       | サブボーカル           | 6位            | 261,788票 | ○         |   |
| イ・チェヨン                              | WM          | サブボーカル・センター | 12位           | 221,273票 | ○         |   |
| 好きになっちゃうだろう? （반해버리잖아?） |             |                        |                |           |           |   |
| クォン・ウンビ                            | woollim     | メインボーカル         | 7位            | 250,212票 | ○         |   |
| チェ・イェナ                              | YUE HUA     | サブボーカル・センター | 4位            | 285,385票 | ○         |   |
| 宮脇咲良                                  | HKT48       | サブボーカル           | 2位            | 316,105票 | ○         |   |
| イ・カウン                                | Pledis      | サブボーカル           | 14位           | 209,252票 | ×         |   |
| 白間美瑠                                  | NMB48       | サブボーカル           | 20位           | 94,386票  | ×         |   |
| カン・ヘウォン                            | 8D Creative | サブボーカル           | 8位            | 248,432票 | ○         |   |
| キム・チェウォン                          | woollim     | サブボーカル           | 10位           | 238,192票 | ○         |   |
| 下尾みう                                  | AKB48       | サブボーカル           | 18位           | 129,113票 | ×         |   |
| 高橋朱里                                  | AKB48       | サブボーカル           | 16位           | 164,285票 | ×         |   |
| ハン・チョウォン                          | CUBE        | サブボーカル           | 13位           | 213,259票 | ×         |   |

### 視聴者投票
Mnetと、公式グッズも販売しているGmarket（ジーマーケット）のオンライン投票や、グループ評価等の収録現場観覧者の投票を合算したものが投票結果として発表される。
第1回投票発表、第2回投票発表終了後にそれぞれリセットされるため、当初からの票数は累積されない。
投票は韓国国内のみ有効となっている。その理由として、Mnetチャンネルのディレクターからは「日本から投票を受付した場合、日本の練習生たちに投票が集まり、まだ韓国で比較的無名の練習生にとって不利な状況に陥ることを防ぎ、0からのスタートをきるため」と説明が行われた。
- 対象投票期間
  - 第1回投票 2018年6月15日 23:05  - 2018年7月7日 11:00（韓国の現地時間。任意の練習生12名を選び投票）
  - 第2回投票 2018年7月14日 1:00  - 2018年7月28日 11:00[41]（任意の練習生12名を選び投票）
  - 第3回投票 2018年8月4日 2:00  - 2018年8月18日 8:00[42]（任意の練習生2名を選び投票）
  - ファイナル投票 2018年8月25日 1:00  - 2018年8月31日 1:00[43]（任意の練習生1名のみを選び投票）
  - ファイナル投票（生放送時SNS投票）2018年8月31日 20:10 - 22:00　視聴者が携帯・スマートフォンで1人1票のみ投じられる。なお、この投票は1票の価値が7票とみなし前日までのファイナル投票の投票数に加算された。

| 視聴者投票・練習生ランキング |                               |                               |                               |                                             |                                             |                                                        |                               |                                               |                                                         |
| 順位                         | エピソード1時点 （第1回放送） | エピソード2時点 （第2回放送） | エピソード3時点 （第3回放送） | エピソード5時点 （第5回放送） 第1回順位発表 | エピソード8時点 （第8回放送） 第2回順位発表 | 2018年8月7日 午前10時時点 （第9回放送前） 中間順位発表 | エピソード9時点 （第9回放送） | エピソード11時点 （第11回放送） 第3回順位発表 | エピソード12時点 （第12回放送） 最終順位発表            |
| ---------------------------- | ----------------------------- | ----------------------------- | ----------------------------- | ------------------------------------------- | ------------------------------------------- | ------------------------------------------------------ | ----------------------------- | --------------------------------------------- | ------------------------------------------------------- |
| 1                            | 宮脇咲良                      | イ・カウン                    | イ・カウン                    | イ・カウン                                  | チャン・ウォニョン                          | 宮脇咲良                                               | 宮崎美穂                      | 宮脇咲良                                      | チャン・ウォニョン                                      |
| 2                            | アン・ユジン                  | アン・ユジン                  | アン・ユジン                  | アン・ユジン                                | 矢吹奈子                                    | カン・ヘウォン                                         | 宮脇咲良                      | 宮崎美穂                                      | 宮脇咲良                                                |
| 3                            | チャン・ウォニョン            | クォン・ウンビ                | 宮脇咲良                      | チャン・ウォニョン                          | カン・ヘウォン                              | 宮崎美穂                                               | カン・ヘウォン                | イ・チェヨン                                  | チョ・ユリ                                              |
| 4                            | 松井珠理奈                    | チャン・ウォニョン            | チャン・ウォニョン            | 宮脇咲良                                    | アン・ユジン                                | 竹内美宥                                               | 竹内美宥                      | カン・ヘウォン                                | チェ・イェナ                                            |
| 5                            | イ・カウン                    | 宮脇咲良                      | クォン・ウンビ                | クォン・ウンビ                              | クォン・ウンビ                              | イ・カウン                                             | イ・カウン                    | イ・カウン                                    | アン・ユジン                                            |
| 6                            | チャン・ギュリ                | チェ・イェナ                  | 後藤萌咲                      | 後藤萌咲                                    | キム・ミンジュ                              | 下尾みう                                               | 下尾みう                      | 竹内美宥                                      | 矢吹奈子                                                |
| 7                            | チェ・イェナ                  | ワン・イーレン                | チェ・イェナ                  | 矢吹奈子                                    | 宮脇咲良                                    | 矢吹奈子                                               | 矢吹奈子                      | チャン・ウォニョン                            | クォン・ウンビ                                          |
| 8                            | イ・シアン                    | 後藤萌咲                      | 竹内美宥                      | ワン・イーレン                              | イ・カウン                                  | チャン・ウォニョン                                     | チャン・ウォニョン            | 白間美瑠                                      | カン・ヘウォン                                          |
| 9                            | 白間美瑠                      | 山田野絵                      | ワン・イーレン                | チェ・イェナ                                | ハン・チョウォン                            | 本田仁美                                               | 本田仁美                      | 矢吹奈子                                      | 本田仁美                                                |
| 10                           | チョ・ユリ                    | イ・チェヨン                  | イ・チェヨン                  | イ・チェヨン                                | チョ・ユリ                                  | イ・チェヨン                                           | アン・ユジン                  | 下尾みう                                      | キム・チェウォン                                        |
| 11                           | ワン・イーレン                | 竹内美宥                      | 山田野絵                      | 竹内美宥                                    | ホ・ユンジン                                | クォン・ウンビ                                         | クォン・ウンビ                | 本田仁美                                      | キム・ミンジュ                                          |
| 12                           | 小嶋真子                      | 松井珠理奈                    | 松井珠理奈                    | 本田仁美                                    | 本田仁美                                    | キム・チェウォン                                       | イ・チェヨン                  | クォン・ウンビ                                | イ・チェヨン                                            |
| 13                           | キム・ミンジュ                | キム・シヒョン                | 白間美瑠                      | 松井珠理奈                                  | 白間美瑠                                    | ハン・チョウォン                                       | ハン・チョウォン              | ハン・チョウォン                              | ハン・チョウォン ※投票操作により脱落。実際の順位は6位。 |
| 14                           | 矢吹奈子                      | チャン・ギュリ                | チャン・ギュリ                | 山田野絵                                    | ワン・イーレン                              | 白間美瑠                                               | 白間美瑠                      | アン・ユジン                                  | イ・カウン ※投票操作により脱落。実際の順位は5位。       |
| 15                           | キム・シヒョン                | ホ・ユンジン                  | 宮崎美穂                      | キム・ミンジュ                              | キム・チェウォン                            | 高橋朱里                                               | キム・チェウォン              | キム・ミンジュ                                | 宮崎美穂                                                |
| 16                           | 後藤萌咲                      | 宮崎美穂                      | 矢吹奈子                      | 白間美瑠                                    | チェ・イェナ                                | チョ・ユリ                                             | チョ・ユリ                    | チェ・イェナ                                  | 高橋朱里                                                |
| 17                           | 宮崎美穂                      | キム・ミンジュ                | キム・シヒョン                | チャン・ギュリ                              | イ・チェヨン                                | アン・ユジン                                           | 高橋朱里                      | 高橋朱里                                      | 竹内美宥                                                |
| 18                           | ペ・ウニョン                  | イ・シアン                    | チョ・ユリ                    | 高橋朱里                                    | パク・ヘユン                                | チェ・イェナ                                           | パク・ヘユン                  | チョ・ユリ                                    | 下尾みう                                                |
| 19                           | ホ・ユンジン                  | チョ・ユリ                    | キム・ミンジュ                | チョ・ユリ                                  | イ・シアン                                  | パク・ヘユン                                           | チェ・イェナ                  | キム・チェウォン                              | パク・ヘユン                                            |
| 20                           | 高橋朱里                      | ナ・ゴウン                    | 高橋朱里                      | キム・シヒョン                              | 高橋朱里                                    | キム・ナヨン                                           | キム・ミンジュ                | パク・ヘユン                                  | 白間美瑠                                                |
| 21                           | キム・チェウォン              | キム・チェウォン              | ホ・ユンジン                  | 宮崎美穂                                    | キム・ナヨン                                | キム・ドア                                             | キム・ナヨン                  | キム・ナヨン                                  |                                                         |
| 22                           | 中西智代梨                    | 白間美瑠                      | 本田仁美                      | ホ・ユンジン                                | 下尾みう                                    | キム・ミンジュ                                         | キム・ドア                    | 村瀬紗英                                      |                                                         |
| 23                           | 武藤十夢                      | 小嶋真子                      | 千葉恵里                      | イ・シアン                                  | キム・ドア                                  | チャン・ギュリ                                         | 村瀬紗英                      | キム・ドア                                    |                                                         |
| 24                           | コ・ユジン                    | 岩立沙穂                      | 岩立沙穂                      | 千葉恵里                                    | キム・シヒョン                              | 村瀬紗英                                               | 後藤萌咲                      | 後藤萌咲                                      |                                                         |
| 25                           | クォン・ウンビ                | キム・ドア                    | 小嶋真子                      | カン・ヘウォン                              | 村瀬紗英                                    | 後藤萌咲                                               | チャン・ギュリ                | チャン・ギュリ                                |                                                         |
| 26                           | 浅井七海                      | パク・ソヨン                  | コ・ユジン                    | コ・ユジン                                  | チャン・ギュリ                              | ホ・ユンジン                                           | ワン・イーレン                | ホ・ユンジン                                  |                                                         |
| 27                           | 千葉恵里                      | 矢吹奈子                      | イ・シアン                    | 岩立沙穂                                    | 後藤萌咲                                    | ナ・ゴウン                                             | ホ・ユンジン                  | キム・シヒョン                                |                                                         |
| 28                           | 村川緋杏                      | 武藤十夢                      | ナ・ゴウン                    | キム・チェウォン                            | 宮崎美穂                                    | ワン・イーレン                                         | ナ・ゴウン                    | ワン・イーレン                                |                                                         |
| 29                           | イ・チェヨン                  | 高橋朱里                      | 村川緋杏                      | ナ・ゴウン                                  | ナ・ゴウン                                  | イ・シアン                                             | キム・シヒョン                | ナ・ゴウン                                    |                                                         |
| 30                           | 本田仁美                      | ペ・ウニョン                  | キム・チェウォン              | 村川緋杏                                    | 竹内美宥                                    | キム・シヒョン                                         | イ・シアン                    | イ・シアン                                    |                                                         |
| 31                           | キム・ドア                    | 村川 緋杏                     | キム・ドア                    | 小嶋真子                                    | コ・ユジン                                  |                                                        |                               |                                               |                                                         |
| 32                           | 村瀬紗英                      | ユ・ミニョン                  | 武藤十夢                      | ソン・ウンチェ                              | ソン・ウンチェ                              |                                                        |                               |                                               |                                                         |
| 33                           | イ・ユジョン                  | ワン・クー                    | イ・ハウン                    | 武藤十夢                                    | 千葉恵里                                    |                                                        |                               |                                               |                                                         |
| 34                           | パク・ソヨン                  | コ・ユジン                    | ペ・ウニョン                  | キム・ドア                                  | 小嶋真子                                    |                                                        |                               |                                               |                                                         |
| 35                           | 松岡菜摘                      | パク・ヘユン                  | パク・ソヨン                  | イ・ハウン                                  | ユン・ヘソル                                |                                                        |                               |                                               |                                                         |
| 36                           | ナ・コウン                    | チョ・ガヒョン                | 本村碧唯                      | 下尾みう                                    | ペ・ウニョン                                |                                                        |                               |                                               |                                                         |
| 37                           | 本村碧唯                      | 中西智代梨                    | キム・チョヨン                | ペ・ウニョン                                | 中西智代梨                                  |                                                        |                               |                                               |                                                         |
| 38                           | カン・ヘウォン                | 千葉恵里                      | チョ・ガヒョン                | キム・ナヨン                                | 武藤十夢                                    |                                                        |                               |                                               |                                                         |
| 39                           | 竹内美宥                      | キム・ミンソ                  | 下尾みう                      | 中西智代梨                                  | 佐藤美波                                    |                                                        |                               |                                               |                                                         |
| 40                           | ユン・ヘソル                  | カン・ヘウォン                | 中西智代梨                    | 村瀬紗英                                    | 岩立沙穂                                    |                                                        |                               |                                               |                                                         |
| 41                           | 下尾みう                      | 浅井七海                      | カン・ヘウォン                | キム・チョヨン                              | 山田野絵                                    |                                                        |                               |                                               |                                                         |
| 42                           | シン・スヒョン                | 本村碧唯                      | 浅井七海                      | パク・ソヨン                                | 浅井七海                                    |                                                        |                               |                                               |                                                         |
| 43                           | 中野郁海                      | 村瀬紗英                      | パク・ヘユン                  | パク・ヘユン                                | キム・ソヒ                                  |                                                        |                               |                                               |                                                         |
| 44                           | 茂木忍                        | キム・ソヒ                    | ワン・クー                    | 本村碧唯                                    | キム・ミンソ                                |                                                        |                               |                                               |                                                         |
| 45                           | 山田野絵                      | 下尾みう                      | 村瀬紗英                      | ワン・クー                                  | 村川緋杏                                    |                                                        |                               |                                               |                                                         |
| 46                           | 岩立沙穂                      | ファン・ソヨン                | ユ・ミニョン                  | 浅井七海                                    | キム・ヒョナ                                |                                                        |                               |                                               |                                                         |
| 47                           | チェ・ヨンス                  | 本田仁美                      | キム・ミンソ                  | ハン・チョウォン                            | キム・スユン                                |                                                        |                               |                                               |                                                         |
| 48                           | キム・ソヒ                    | イ・ユジョン                  | キム・ソヒ                    | チョ・ガヒョン                              | イ・ハウン                                  |                                                        |                               |                                               |                                                         |
| 49                           | パク・ミンジ                  | パク・ジニ                    | イ・ユジョン                  | イ・ユジョン                                | 荒巻美咲                                    |                                                        |                               |                                               |                                                         |
| 50                           | 荒巻美咲                      | ユン・ヘスル                  | 中野郁海                      | キム・ソヒ                                  | キム・チョヨン                              |                                                        |                               |                                               |                                                         |
| 51                           | イ・ハウン                    | キム・スユン                  | ファン・ソヨン                | ユ・ミニョン                                | イ・ユジョン                                |                                                        |                               |                                               |                                                         |
| 52                           | パク・ジニ                    | チェ・ヨンス                  | 松岡菜摘                      | ユン・ヘスル                                | 本村碧唯                                    |                                                        |                               |                                               |                                                         |
| 53                           | 今田美奈                      | 中野郁海                      | ソン・ウンチェ                | キム・ミンソ                                | パク・ミンジ                                |                                                        |                               |                                               |                                                         |
| 54                           | ユン・ウンビ                  | 長谷川玲奈                    | キム・スユン                  | パク・ミンジ                                | ユ・ミニョン                                |                                                        |                               |                                               |                                                         |
| 55                           | キム・ナヨン                  | 松岡菜摘                      | 茂木忍                        | キム・ヒョナ                                | パク・ソヨン                                |                                                        |                               |                                               |                                                         |
| 56                           | 小田えりな                    | パク・ミンジ                  | ユンヘスル                    | 荒巻美咲                                    | ワン・クー                                  |                                                        |                               |                                               |                                                         |
| 57                           | 佐藤美波                      | シン・スヒョン                | チェ・ヨンス                  | キム・スユン                                | チョ・ガヒョン                              |                                                        |                               |                                               |                                                         |
| 58                           | キム・スユン                  | イ・ハウン                    | キム・ナヨン                  | 佐藤美波                                    |                                             |                                                        |                               |                                               |                                                         |
| 59                           | パク・ヘユン                  | 茂木忍                        | 佐藤美波                      | 中野郁海                                    |                                             |                                                        |                               |                                               |                                                         |
| 60                           | キム・ダヨン                  | イ・スンヒョン                | パク・ミンジ                  | ファン・ソヨン                              |                                             |                                                        |                               |                                               |                                                         |
| 61                           | 長谷川玲奈                    | 荒巻美咲                      | パク・ジニ                    | シン・スヒョン                              |                                             |                                                        |                               |                                               |                                                         |
| 62                           | キム・ミンソ                  | チョ・ヨンイン                | シン・スヒョン                | カン・ダミン                                |                                             |                                                        |                               |                                               |                                                         |
| 63                           | 田中美久                      | キム・ナヨン                  | 長谷川玲奈                    | 茂木忍                                      |                                             |                                                        |                               |                                               |                                                         |
| 64                           | ハン・チョウォン              | 今田美奈                      | キム・ヒョナ                  | 小田えりな                                  |                                             |                                                        |                               |                                               |                                                         |
| 65                           | チョ・ガヒョン                | キム・ダヨン                  | ユン・ウンビン                | ユン・ウンビン                              |                                             |                                                        |                               |                                               |                                                         |
| 66                           | イ・スンヒョン                | 佐藤美波                      | 荒巻 美咲                     | チェ・ヨンス                                |                                             |                                                        |                               |                                               |                                                         |
| 67                           | キム・ヒョナ                  | 小田えりな                    | 今田美奈                      | 松岡菜摘                                    |                                             |                                                        |                               |                                               |                                                         |
| 68                           | キム・チョヨン                | ユン・ウンビン                | イ・スンヒョン                | パク・チャンジュ                            |                                             |                                                        |                               |                                               |                                                         |
| 69                           | 浅井裕華                      | パク・チャンジュ              | 小田えりな                    | パク・ジニ                                  |                                             |                                                        |                               |                                               |                                                         |
| 70                           | カン・ダミン                  | パク・ジウン                  | キム・ダヨン                  | キム・ダヨン                                |                                             |                                                        |                               |                                               |                                                         |
| 71                           | 加藤夕夏                      | 田中美久                      | パク・チャンジュ              | 長谷川玲奈                                  |                                             |                                                        |                               |                                               |                                                         |
| 72                           | 永野芹佳                      | キム・ヒョナ                  | 田中美久                      | チョ・アヨン                                |                                             |                                                        |                               |                                               |                                                         |
| 73                           | 栗原紗英                      | 加藤夕夏                      | 加藤夕夏                      | イ・スンヒョン                              |                                             |                                                        |                               |                                               |                                                         |
| 74                           | チョ・ヨンイン                | カン・ダミン                  | チョ・ヨンイン                | 加藤夕夏                                    |                                             |                                                        |                               |                                               |                                                         |
| 75                           | 内木志                        | キム・チョヨン                | カン・ダミン                  | キム・ダヘ                                  |                                             |                                                        |                               |                                               |                                                         |
| 76                           | ホン・イェジ                  | ホン・イェジ                  | 永野芹佳                      | 今田美奈                                    |                                             |                                                        |                               |                                               |                                                         |
| 77                           | パク・ジウン                  | ウォン・ソヨン                | 篠崎彩奈                      | 永野芹佳                                    |                                             |                                                        |                               |                                               |                                                         |
| 78                           | 月足天音                      | チョ・アヒョン                | キム・ダヘ                    | ホン・イェジ                                |                                             |                                                        |                               |                                               |                                                         |
| 79                           | 市川愛美                      | ハン・チョウォン              | パク・ジウン                  | イ・チェジョン                              |                                             |                                                        |                               |                                               |                                                         |
| 80                           | キム・ダヘ                    | 浅井裕華                      | ホン・イェジ                  | パク・ジウン                                |                                             |                                                        |                               |                                               |                                                         |
| 81                           | ウォン・ソヨン                | 永野芹佳                      | 栗原紗英                      | 市川愛美                                    |                                             |                                                        |                               |                                               |                                                         |
| 82                           | アン・イェウォン              | 内木志                        | 内木志                        | アレックス・ クリスティーン                 |                                             |                                                        |                               |                                               |                                                         |
| 83                           | チョ・アヨン                  | 市川愛美                      | 浅井裕華                      | 栗原紗英                                    |                                             |                                                        |                               |                                               |                                                         |
| 84                           | 篠崎彩奈                      | 栗原紗英                      | アン・イェウォン              | チョ・ヨンイン                              |                                             |                                                        |                               |                                               |                                                         |
| 85                           | パク・チャンジュ              | ソン・ウンチェ                | アレックス・ クリスティーン   | 浅井裕華                                    |                                             |                                                        |                               |                                               |                                                         |
| 86                           | ユ・ミニョン                  | アレックス・ クリスティーン   | チョ・アヨン                  | アン・イェウォン                            |                                             |                                                        |                               |                                               |                                                         |
| 87                           | チョ・ソウン                  | 篠崎彩奈                      | 市川愛美                      | 内木志                                      |                                             |                                                        |                               |                                               |                                                         |
| 88                           | アレックス・ クリスティーン   | アン・イェウォン              | ハン・チョウォン              | キム・ユビン                                |                                             |                                                        |                               |                                               |                                                         |
| 89                           | チョ・サラン                  | キム・ダヘ                    | チェ・ソウン                  | チョ・サラン                                |                                             |                                                        |                               |                                               |                                                         |
| 90                           | キム・ユビン                  | チョ・サラン                  | ウォン・ソヨン                | チェ・ソウン                                |                                             |                                                        |                               |                                               |                                                         |
| 91                           | ファン・ソヨン                | 月足天音                      | チョ・サラン                  | 篠崎彩奈                                    |                                             |                                                        |                               |                                               |                                                         |
| 92                           | ワン・クー                    | チェ・ソウン                  | イ・チェジョン                | ウォン・ソヨン                              |                                             |                                                        |                               |                                               |                                                         |
| 93                           | 植村梓                        | キム・ユビン                  | キム・ユビン                  |                                             |                                             |                                                        |                               |                                               |                                                         |
| 94                           | 梅山恋和                      | イ・チェジョン                |                               |                                             |                                             |                                                        |                               |                                               |                                                         |
| 95                           | ソン・ウンチェ                | 梅山恋和                      |                               |                                             |                                             |                                                        |                               |                                               |                                                         |
| 96                           | イ・チェジョン                | 植村梓                        |                               |                                             |                                             |                                                        |                               |                                               |                                                         |

## 番組の反響
※所属グループは2018年時点

### 日本側
- HKT48の指原莉乃も番組企画が公表された際に、「売れるチャンスがあるなら（『PRODUCE 48』に）応募した方がいいということですね」とコメントした[45]。『PRODUCE 48』に出演し、「NEKKOYA (PICK ME)」を踊っている矢吹奈子（元IZ*ONE）について、指原が自身のTwitterで「この子は本当に器用だなあ。 スーパースターになったらステーキおごってくれ。」と矢吹にエールを送っている[46]。2018年5月10日放送の韓国の音楽番組『M COUNTDOWN』（Mnet）で「NEKKOYA (PICK ME)」のセンターを務めた宮脇咲良（元IZ*ONE）に対しても、その日の指原のTwitterで「宮脇咲良ちゃん1000点」と賞賛した[47]。

- 番組出演の影響により、これまでAKB48選抜総選挙では下位もしくは圏外だったAKB48グループメンバーが、当番組内のパフォーマンスやキャラクターを見た視聴者からその能力を再評価する動きが出ている[48]。
  - 2018年AKB48選抜総選挙では圏外だったAKB48の竹内美宥が作詞・作曲の能力を生かし、荻野目洋子の「ダンシング・ヒーロー」を自らジャズアレンジに編曲[49][50]。番組の出演により、2017年時点では15,605人であった自身のYouTube公式チャンネル登録者数[51]が、番組終了後の2018年10月時点では16万人を超えた[52]。
  - NMB48の村瀬紗英も2018年AKB48選抜総選挙では90位であったが、第4回で放送されたダンスパフォーマンスが日韓両国のインターネットで反響を呼んだ[53]。
  - AKB48の下尾みうの第4回で放送されたポジション評価バトルで披露したリトル・ミックスの「Touch」のダンスパフォーマンス個別公式動画が、宮脇に次いで2位の再生回数を記録した[54]。下尾は、これまでのAKB48選抜総選挙では圏外であったが『PRODUCE 48』の最終順位は18位と健闘し、番組終了後にはAKB48の54thシングル「NO WAY MAN」の選抜メンバーに初選出された。
  - AKB48研究生（出演当時）の佐藤美波もグループバトルで同じグループになるなどした韓国人練習生のカン・ヘウォン（元IZ*ONE）と互いに支え合う姿が日韓両国のファンから人気を受けた[55]。ボーカルトレーナーのソユ曰く、「（ヘウォンと佐藤は）母と娘のような感じがあるんですよ」とのこと[56]。
- AKB48グループの参加メンバーの番組出演時と日本でのメイクの違いにも注目が集まった。日本では肌のメイクは比較的自然な色に仕上げる傾向があるが、韓国ではオルチャンメイクに代表されるように、肌を白く艶やかに他のパーツが際立つようにメイクをする。宮脇、白間美瑠、竹内、宮崎美穂、中西智代梨らも『PRODUCE 48』では韓国のトレンドに合わせた白い肌に仕上げたメイクで登場し、視聴者からは「可愛くなった」などの反応が見られた[57]。タレントのざわちんも「（『PRODUCE 48』での）宮脇咲良さんのメイクはかなり洗練された韓国メイク。なのでとても韓国うけはあると思うし、韓国好きな方にもうける。」と自身のTwitterでコメントしている[58]。なお、参加したメンバーの一人である村瀬紗英によれば、番組でのベースメイクは1時間かけて仕上げていたとのことで、自身も韓国ブランドのコスメを愛用しているとのこと。韓国コスメブランドの一つであるクリオ（Clio）のリキッドファンデーションも『PRODUCE 48』の番組収録のメイク時に知って愛用していると語っている[59]。
- 番組放送期間中は番組参加メンバーのSNS発信は大きく制限されたが、番組放送日には、『PRODUCE 48』不参加のAKB48メンバーである谷口めぐ、向井地美音らによるSHOWROOM実況配信が行われた[60][61]。谷口は自身のTwitterにて「感情移入しすぎて、なんか、もう…頑張ってる姿に感動、刺激、パワー沢山沢山感じました!」と番組の感想を述べている[62]。

### 韓国側
- 韓国のTV話題性分析会社であるグッドデータコーポレーションが、放送中や放送予定の非ドラマ190番組と出演者を対象に実施した調査によれば、7週連続で非ドラマ部門の話題性1位（占拠率23.7％）を記録した[63]。
- CJ ENMとニールセンコリアが共同で実施したコンテンツ影響力及び話題性の調査では、影響力のある番組の1位となった[64]。
- 番組の課題曲として使用された「귀를 기울이면 (LOVE WHISPER) 」を歌っているGFRIENDのメンバーは、インタビューの中でグループ評価バトルの矢吹奈子らのパフォーマンスについて触れ、メンバーのソウォンは「何度も練習したので、この難しさを知っている。練習生の子達が、カバーしてくれて誇らしく思いました」とコメントした。また、同じくメンバーのイェリンとユジュも「自分たちも先輩たちの曲をカバーしていたので、練習生らの気持ちが分かります。本当に感心しました」と称賛した[65]。
- TWICEのジヒョとサナは動画配信V LIVEの配信にて、『PRODUCE 48』をよく見ているとした上で、番組の練習生として参加していたAKB48の千葉恵里について触れ、千葉がBLACKPINKの「BOOMBAYAH」が課題曲に決まった際に泣きながら「無理です」と発言したシーンを真似したり、番組中にしゃがんでいる姿がとても可愛いとコメントした[66][67]。
- ソウル市内には宮崎美穂の韓国人ファン運営のカフェ「CAFE MYAO」が設置され、番組最終回で多くのファンが結果を待つ様子が、2018年9月8日放送のAGARUTV（アガるTV）『Premium Korea 韓流Lab』で紹介された。また、ファンが独自に作成した宮崎の似顔絵イラスト入りオリジナルグッズ（コップ等）も番組中に宮崎へ手渡されている[68]。
- 番組終盤になると、視聴者投票の投票権を持つ韓国の視聴者に対する各練習生のファン主導の投票呼びかけも過熱化していった。練習生の電光掲示板、地下鉄駅広告[69]に加えて、投票すれば抽選で景品を支給するファングループが登場した。中には、AirPods、iPad、PlayStation、高級掃除機など100万ウォン（日本円で約10万円）を超える景品を出す事例も現れた。主な事例は下記の通り[70][71]。

| ファン有志による視聴者投票へ抽選の景品（事例） | ファン有志による視聴者投票へ抽選の景品（事例）                                                                                             | ファン有志による視聴者投票へ抽選の景品（事例） |
| メンバー                                       | 主な景品 | 視聴者投票 最終順位                            |
| ---------------------------------------------- | --- | ---------------------------------------------- |
| チャン・ウォニョン                             | * iPad * PlayStation * 商品券10万ウォン（日本円で約1万円）                                                                                 | 1位（IZ*ONE選抜）                              |
| 宮脇咲良                                       | * 福岡往復航空券+福岡市内ホテル（当選者+同伴者1名） * 商品券10万ウォン（日本円で約1万円） * フライドチキン50羽 * ピザ10枚 * 映画観覧券10枚 | 2位（IZ*ONE選抜）                              |
| チェ・イェナ                                   | * 商品券5万ウォン（日本円で約5千円） | 4位（IZ*ONE選抜）                              |
| 矢吹奈子                                       | * iPad * プレイステーション * Nintendo Switch * 商品券10万ウォン                                                                           | 6位（IZ*ONE選抜）                              |
| クォン・ウンビ                                 | * Bluetoothスピーカー | 7位（IZ*ONE選抜）                              |
| カン・ヘウォン                                 | * iPad * AirPods * 商品券10万ウォン（日本円で約1万円）                                                                                     | 8位（IZ*ONE選抜）                              |
| 本田仁美                                       | * AirPods * iPad * 商品券7万ウォン（日本円で約7千円）                                                                                      | 9位（IZ*ONE選抜）                              |
| キム・チェウォン                               | * AirPods | 10位（IZ*ONE選抜）                             |
| キム・ミンジュ                                 | * AirPods * 商品券5万ウォン | 11位（IZ*ONE選抜）                             |
| イ・チェヨン                                   | * 商品券5万ウォン（日本円で約5千円） | 12位（IZ*ONE選抜）                             |
| ハン・チョウォン                               | * 商品券5万ウォン | 13位                                           |
| イ・カウン                                     | * 高級掃除機 GMARKET（最安値 97万1,290ウォン相当） * iPad * AirPods * 商品券10万ウォン * フライドチキン100羽                               | 14位                                           |
| 宮崎美穂                                       | * 商品券250万ウォン（日本円で約25万円） | 15位                                           |
| 高橋朱里                                       | * AirPods * PlayStation | 16位                                           |
| 竹内美宥                                       | * MacBook * サムスンUHDテレビ | 17位                                           |
| 白間美瑠                                       | * AirPods * 商品券5万ウォン * ハンバーガーセット                                                                                           | 20位                                           |

## 番組関連のエピソード
※所属グループは2018年時点

### 日本側
- AKB48の宮崎美穂は自身のラジオ番組『ON8+1』で、『PRODUCE 48』のレッスンは1日18時間にも及んだとし、「NEKKOYA (PICK ME)」の練習時は3日間睡眠を取らなかったと話した。AKB48の小嶋真子、SKE48の松井珠理奈らと「NEKKOYA (PICK ME)」を練習していた時にめったに泣かない松井が泣いていたことを明かした上で、「本当にキツイことをやっているんだ」と実感したという。また、日本と韓国のアイドルの違いについては「日本は基本ができなくてもみんなで楽しく踊る、それが個性と受け取ってもらえるが、韓国では基礎があって綺麗に見せる線引きがある」と語った[72]。番組収録中は携帯電話や財布も所持してはいけなかったため、唯一の楽しみが、番組のスポンサーであるサブウェイが1か月に1回のペースで差し入れするサンドイッチだったとのこと[73]。
- 番組内における課題曲のセンター・メインボーカル争いについては、AKB48の竹内美宥や下尾みうは共に「嫌だった」と回想しつつも、下尾はあえて「明るくセンターに立候補するように振る舞っていました」とし、竹内は「『ここは取りにいかないと、目立つ役職を』って闘争心はありました。バランスを考えると別の子がセンターという思いもあったんですが、余裕がなかったです」と後の雑誌「EX大衆」の座談会で述べている。一方で宮崎は「歌で頑張りたい、自分はセンターに立つ人間ではなく周りを固める人間」だという思いからあえて立候補はしなかったと明かした[74]。
- 竹内美宥はグループバトルの「The Truth Untold」の時を振り返り、「自信がない状態でしたが、ボーカルトレーナーのイ・ホンギやソユに褒められたり、リハーサルで番組スタッフから大きな拍手が起こったことがすごく嬉しかったです」と語った。また、グループバトルの選曲時には、同曲か自身がiPhoneに入れるほど好きだった「널 너무 모르고 (Don't know you)」にするか迷っていたことも明かした。コンセプト評価の「다시 만나（また会おう）」では当初ラップ担当を希望していたが、結局サブボーカルになったとのこと[75]。
- AKB48の高橋朱里（現Rocket Punch）は、番組への参加の打診に対し「絶対に出ます」と即答し、オーディションではIUの「Dear Name」を朝鮮語で歌ったと語った。「NEKKOYA (PICK ME)」の再評価ではスケジュールの都合で他の練習生より早く収録した再評価映像は「ボロボロの出来」だったとのこと。その後、新潟県でのコンサートのために宮崎・小嶋・中西智代梨と共に日本に一時帰国したが[76]、プロデューサーから「韓国にいる子たちと同じ時間に撮ること」「絶対撮り直さない」という条件つきで新潟で再評価映像を撮ることを許された。高橋が語るところでは「長くても韓国にい続けたのは1週間くらい。握手会に帰ってきて、また4日間行って、またこっちでイベントや歌番組があって、また韓国に行った。」とその過密スケジュールを語った[77]。番組のコンセプト評価で自身が歌った「I AM」の評価が伸び悩んだことについては、「コンセプトがハッキリしていなかった」と自己分析した。IZ*ONEのチェ・イェナとはよく連絡を取り合う仲とのこと[78]。
- NMB48の村瀬紗英はグループバトルで「マンマミーア!」を披露した際に、日韓のファンから絶賛されたウインクや下唇を噛む仕草などのカメラアピールについて「最後の表情がすごく大事というのを聞いてたので、『自分だけの何かをやろう!』と思ってずっと考えていました」と振り返った。また、1番の思い出として、コンセプト評価の課題曲がアルバム「PRODUCE 48 - 30 Girls 6 Concepts」になり、自身の声が入った楽曲「Rumor」がリリースできたことを挙げた[79]。
- NGT48の山田野絵はラジオ番組『AKB48のオールナイトニッポン』で、A-Fクラス分け評価の収録当時について触れ、山田らNGT48メンバーが日本人で最初にクラス評価を受ける順番だったが、特に緊張することはなく、同じNGT48メンバーである長谷川玲奈と「日本に帰ったら韓国料理を食べようね」と話していたと振り返った。クラス再評価について、スケジュールの都合（コンサート出演）で山田は再評価自体受けることができず、自動的にFクラスに下げられたと明かした[80][81]。
- HKT48の村川緋杏は2018年8月7日の自身のSHOWROOMで、『PRODUCE 48』を「AKB48の韓国支店をつくる企画」だと勘違いしていたと語った。AKB48グループメンバーの『PRODUCE 48』への参加は立候補制で、番組出演前に日本で1次審査・2次審査があり落選したメンバーもいたこと、現地スタッフは韓国人で日本人はメンバーのみであったことを明かした。その上で「辞退する手もあったけど、辞退したくなかった。自分が出来るところまで頑張ろうと思っていた。でも想像の3000倍きつかった。」と振り返り、韓国の練習生たちは本当に優しく笑顔で、ダンスを教えてくれたとのこと[82]。
- HKT48の宮脇咲良（現IZ*ONE）は2018年9月5日放送のラジオ番組『今夜、咲良の木の下で』の中で、レッスンが夕方5時・6時から翌々日の朝10時までということが普通にあり、ダンストレーナーのペ・ユンジョンが「めちゃくちゃ怖かった」と語り、最終回で「夢を見ている間」を歌唱していた時に会場に自身の母親と祖母を見つけ泣いたことを明かした[83][84]。
- 2018年12月2日放送の『ホンギの本音BAR』（AbemaTV）にゲスト出演したAKB48の高橋朱里（現Rocket Punch）、宮崎美穂、NMB48の村瀬紗英は、ボーカルトレーナーを務めたイ・ホンギが指導する際に、例えとして「目の前にアイスクリームを落とされた気分だよ、悲しい」「牛丼を頼んだのに白米しかない」という表現をしていたと明かした。さらに番組で学んだこととして「鼻声などの発声の違いが分かるようになり、他の人が鼻声を使っているのが判別できるようになった」ことを挙げた[85]。

### 韓国側
- ボーカルトレーナーを務めたソユは、自身のアルバム「RE：FRESH」発売記念インタビューの中で、トレーナーのオファーを受けた時は悩んだとしながら、「わたしが持っているノウハウを伝えられるかもしれないと、（自分の時は）サバイバルではなかったが、わたしも事務所内の競争を経てデビューしたから、練習生たちの気持ちが分かる。わたしの経験で聞いて良かったと思うアドバイスを伝え、後悔しないようにしてあげたかった。」と語った[86]。
- ボーカルトレーナーを務めたイ・ホンギは、自身の2ndソロアルバム「Cheers」発売記念インタビューの中で、日韓の練習生たちの成長について、「やっぱり最初は韓国の子たちの方が実力は高かったけれど、日本の子たちはそういうレッスンを受けたことがなくて、“色が付いていない真っ白な状態”だったんです。しっかりレッスンを受けて色を付け始めたら、成長の速度は絶対的に速い。人によって違いはあるけれど、本当に速かったですよ。」と語った[87]。
- 練習生として参加したイ・カウン（AFTERSCHOOL）、ホ・ユンジンは番組終了後の2018年9月6日に所属事務所PledisのインターネットライブV LIVEに生出演し、番組を振り返った。印象に残ったステージとして、カウンはデビュー評価の「好きになっちゃうだろう?」、ユンジンはグループ評価の「ハイテンション」をそれぞれ挙げている。また、番組中に仲が良かった日本人について、カウンはNMB48の白間美瑠、AKB48の高橋朱里らの名を挙げ、ユンジンはAKB48の竹内美宥、後藤萌咲、千葉恵里らの名を挙げた。生放送中に竹内がリアルタイムで視聴していることを知ると、ユンジンが「美宥、愛してるよ、会いたい。いつも愛しています」と竹内に向けてメッセージを送った[88]。また、プライベートでカウンが大阪を訪問した際に白間と会うなど、番組終了後も交流は続いている[89]。
- ユン・ヘソル（現AQUA）は、『PRODUCE 48』の中で一番記憶に残ったステージとしてポジション評価バトルの「メリクリ」を選び、「歌だけで自身の魅力を見せなければならないというプレッシャーも大きくて、すごく緊張していたので記憶に残っています」と語った。なお、「番組を通してIZ*ONEでデビューしたカン・ヘウォンをはじめ、シン・スヒョンお姉さんなどたくさんの友だちに会うことができました。今もヘウォンとメッセンジャーでお互いを応援しています」と親交を表した[90]。

## 参加メンバーのその後
- 2018年11月28日に発売されたAKB48の54thシングル「NO WAY MAN」において、IZ*ONEに選ばれた宮脇咲良・矢吹奈子・本田仁美、番組の最終選考に残った宮崎美穂・高橋朱里・竹内美宥・下尾みう・白間美瑠が表題曲「NO WAY MAN」選抜メンバーに選ばれた。同曲のカップリング（Type A）には、『PRODUCE 48』の最終順位21位～57位にランクインしたAKB48グループメンバー（村瀬紗英・後藤萌咲・千葉恵里・小嶋真子・中西智代梨・武藤十夢・佐藤美波・岩立沙穂・山田野絵・浅井七海・村川緋杏・荒巻美咲・本村碧唯）が「PRODUCE48選抜」として「わかりやすくてごめん」の選抜メンバーに選ばれた[91]。最終順位59位～92位にランクインしたAKB48グループメンバーも、同曲のカップリング（劇場盤CD）に収録されている「耳を塞げ!」の選抜メンバーとして選ばれている。

| 最終順位 | 名前                       | 活動形態及びグループ                                                                                | 活動の詳細 | SNS                                                   |
| -------- | -------------------------- | --------------------------------------------------------------------------------------------------- | --- | ----------------------------------------------------- |
| 1位      | チャン・ウォニョン         | IZ*ONE（2018年10月29日 - 2021年4月29日） IVE（2021年12月1日 - ）                                    | 2021年12月1日、STARSHIPエンターテインメントより「IVE」としてデビュー。 | Instagram @for_everyoung10                            |
| 2位      | 宮脇咲良                   | IZ*ONE（2018年10月29日 - 2021年4月29日） HKT48（ - 2021年6月19日） LE SSERAFIM（2022年5月2日 - ）   | 2021年6月19日にHKT48を卒業。2022年3月14日、HYBE傘下のレーベル・SOURCE MUSICと専属契約を締結。同年5月2日に「LE SSERAFIM」としてデビュー。 | Instagram @39saku_chan Twitter @39saku_chan           |
| 3位      | チョ・ユリ                 | IZ*ONE（2018年10月29日 - 2021年4月29日） ソロ活動（2021年10月7日 - ）                               | 2021年10月7日、1stシングルアルバム『GLASSY』でソロデビュー。 | Instagram @zo__glasss Twitter @JOYURI_offcl           |
| 4位      | チェ・イェナ               | IZ*ONE（2018年10月29日 - 2021年4月29日） ソロ活動（2022年1月17日 - ）                               | 2021年12月、ウェブドラマ「少女の世界2」に出演。2022年1月17日、1stミニアルバム『SMiLEY』でソロデビュー。 | Instagram @yena.jigumina Twitter @YENA_OFFICIAL       |
| 5位      | アン・ユジン               | IZ*ONE（2018年10月29日 - 2021年4月29日） IVE（2021年12月1日 - ）                                    | 2021年12月1日、STARSHIPエンターテインメントより「IVE」としてデビュー。2022年3月27日、SBS人気歌謡のMCを卒業。 | Instagram @_yujin_an                                  |
| 6位      | 矢吹奈子                   | IZ*ONE（2018年10月29日 - 2021年4月29日） HKT48（ - 2023年4月1日）                                   | 2021年10月、フジテレビ系ドラマ「顔だけ先生」に出演。同年12月1日に発売したHKT48のアルバム『アウトスタンディング』の表題曲「突然 Do love me!」でセンターを務めた。2023年4月1日にHKT48を卒業。 | Instagram @75_yabuki Twitter @nako_yabuki_75          |
| 7位      | クォン・ウンビ             | IZ*ONE（2018年10月29日 - 2021年4月29日） ソロ活動（2021年8月24日 - ）                               | 2021年8月24日、1stミニアルバム『OPEN』を発売し、ソロデビュー。 | Instagram @silver_rain.__ Twitter @KWONEUNBI          |
| 8位      | カン・ヘウォン             | IZ*ONE（2018年10月29日 - 2021年4月29日）                                                            | 2021年12月、バラエティ番組「私たち家族になりました」とウェブドラマ「不良に惚れた時」に出演。歌手としてはスペシャルアルバム『W』を発売した。 | Instagram @hyemhyemu Twitter @hyemu_official          |
| 9位      | 本田仁美                   | IZ*ONE（2018年10月29日 - 2021年4月29日） AKB48 （ - 2024年1月28日） SAY MY NAME（2024年9月13日 - ） | 2022年5月18日に発売されるAKB48の59枚目のシングル「元カレです」で初のセンターを務める。2024年1月28日にAKB48を卒業。2024年9月13日にガールズグループ・SAY MY NAMEに加入。 | Instagram @10_hitomi_06 Twitter @hnd_htm__1006        |
| 10位     | キム・チェウォン           | IZ*ONE（2018年10月29日 - 2021年4月29日） LE SSERAFIM（2022年5月2日 - ）                             | Woollimエンタテインメントを退所し、2022年3月14日、HYBE傘下のレーベル・SOURCE MUSICと専属契約を締結。同年5月2日に「LE SSERAFIM」としてデビュー。 | Instagram @_chaechae_1                                |
| 11位     | キム・ミンジュ             | IZ*ONE（2018年10月29日 - 2021年4月29日） 女優                                                       | URBANWORKS Ent.を退所し、2022年9月1日マネジメントSOOPと専属契約を締結。MBC「禁婚令、朝鮮婚姻禁止令」に出演し女優としての活動を開始。MBC「ショー！K-POPの中心」のMCを2023年1月28日まで務めた。 | Instagram @min.__.ju Twitter @minju_official_         |
| 12位     | イ・チェヨン               | IZ*ONE（2018年10月29日 - 2021年4月29日） ソロ活動（2022年10月21日 - ）                              | 2021年、Mnetの女性ダンサーサバイバル番組『STREET WOMAN FIGHTER』にダンスクルー「WANT」の一員として参加。2022年10月12日、1stミニアルバム『HUSH RUSH』でソロデビュー。 | Instagram @chaestival_ Twitter @official_LCY          |
| 13位     | ハン・チョウォン           | LIGHTSUM（2021年6月10日 - ）                                                                        | 2019年にCUBEエンターテインメントとアーティスト契約を結んだ。2021年6月10日、「LIGHTSUM」としてデビュー。 |                                                       |
| 14位     | イ・カウン                 | AFTERSCHOOL（ - 2019年7月6日） ソロ活動                                                             | 2019年7月に契約満了によりPledisエンターテインメントを退社、AFTERSCHOOLを脱退、同時にPledisへの恩を込めたソロ曲「기억할게」をリリース。同年7月16日、Highエンターテインメントと専属契約を締結。女優に転向し、映画「モーテリアー」では初の映画にして主演を務め、ウェブドラマ「今日も平和な中古ナラ」やtvNドラマ「ハイクラス」、JTBCドラマ「The Empire：法の帝国」に出演。                                    | Instagram @by.gaeun                                   |
| 15位     | 宮崎美穂                   | AKB48（ - 2022年4月15日）                                                                           | 2022年4月15日、AKB48を卒業。 | Instagram @myaostagram_380 Twitter @730myao           |
| 16位     | 高橋朱里                   | AKB48（ - 2019年5月6日） Rocket Punch（2019年8月7日 - 2024年5月24日）                               | AKB48からの卒業および韓国の芸能事務所Woollimエンターテインメントへ移籍の上で韓国デビューすることを2019年3月4日に発表し、同年5月6日にAKB48としての全活動を終了。移籍先のWoollimから、2019年8月7日に「Rocket Punch」としてデビュー。2023にMnetのオーディション番組『QUEENDOM PUZZLE』に参加。2024年5月24日、Rocket Punchとしての活動を終了。                                                                |                                                       |
| 17位     | 竹内美宥                   | AKB48（ - 2019年5月6日） ソロ活動（2019年10月23日 - ）                                              | AKB48からの卒業を2018年9月4日に発表した後（2019年5月6日に全活動終了）、韓国の芸能事務所MYSTIC Entertainment（現MYSTIC STORY）と専属契約を結んだことを2019年3月8日に発表、2019年10月23日にユン・ジョンシンの音楽プロジェクト「月刊ユン・ジョンシン」10月号で韓国デビュー曲「私のタイプ」が配信された。2021年2月24日に再び「月刊ユン・ジョンシン」に参加。同年5月3日、MYSTIC STORYとの専属契約が終了。      | Instagram @miyusanno.official Twitter @take_miyu112   |
| 18位     | 下尾みう                   | AKB48                                                                                               | AKB48の活動のほか、2020年2月に派生ユニット「TinTlip」のメンバーに選ばれた。2023年にオーディション番組『OUT OF 48』に参加。 | Instagram @miumiu1343 Twitter @miumiu_0403            |
| 19位     | パク・ヘユン               | Cherry Bullet（2019年1月21日 - 2024年4月22日）                                                      | 2019年1月21日、FNCエンターテインメントから「Cherry Bullet」としてデビュー。2024年4月22日、解散を発表。 |                                                       |
| 20位     | 白間美瑠                   | NMB48（ - 2021年8月15日） ソロ活動                                                                  | 2019年2月20日発売のNMB4820thシングル「床の間正座娘」で初のシングル単独センターに抜擢。2021年8月15日、NMB48を卒業。2022年7月6日、シングル「Shine Bright」でソロデビュー。2023にMnetのオーディション番組『QUEENDOM PUZZLE』に参加するも、セミファイナルで脱落。 | Instagram @shiro36run Twitter @shiromiru36            |
| 21位     | キム・ナヨン               | LIGHTSUM（2021年6月10日 - ）                                                                        | バナナカルチャーを退社。2021年6月10日にCUBEエンターテインメントより「LIGHTSUM」としてデビュー。 |                                                       |
| 22位     | 村瀬紗英                   | NMB48（ - 2020年12月23日）                                                                          | 2020年12月23日、NMB48を卒業。現在は自身のアパレルブランド「ANDGEEBEE」のプロデュースなどを行っている。 | Instagram @saepiiii.m Twitter @murasesae_0330         |
| 23位     | キム・ドア                 | FANATICS（2019年8月5日 - ）                                                                         | 所属事務所のFENTから、2018年11月26日に「FANATICS」の最初のユニット「FLAVOR」としてデビューし、2019年8月6日に「FANATICS」としてデビュー。2021年にMnetのオーディション番組「Girls Planet 999」に参加するも、第2回生存者発表式で脱落。2023年ソロデビュー。 | Instagram @lcirndxah                                  |
| 24位     | 後藤萌咲                   | AKB48（ - 2019年8月13日） ソロ活動（2020年1月31日 - ）                                              | 2019年8月13日、AKB48を卒業。TWIN PLANET所属となり、2020年1月31日に自身初のソロ楽曲「サファイアブルー」を配信リリースした。 | Instagram @moe_goto0520 Twitter @moe_goto0520         |
| 25位     | チャン・ギュリ             | fromis_9（ - 2022年7月31日）                                                                        | 番組参加以前から所属していた「fromis_9」に復帰し、2018年10月10日発売の1stシングル「From.9」でカムバック。2022年7月31日にグループを脱退。女優に転向した。 | Instagram @gyurious_j                                 |
| 26位     | ホ・ユンジン               | LE SSERAFIM（2022年5月2日 - ）                                                                      | PLEDISエンターテインメントを一度は退社し故郷であるアメリカに帰国。その後PLEDISと同じくHYBEレーベルのSOURCE MUSICから声がかかり再び練習生になった。2022年4月9日にLE SSERAFIMメンバーとして公開し、同年5月2日にデビュー。 | Instagram @jenaissante                                |
| 27位     | キム・シヒョン             | EVERGLOW（2019年3月18日 - ）                                                                        | 2019年3月18日、YUE HUA Entertainmentより「EVERGLOW」としてデビュー。 |                                                       |
| 28位     | ワン・イーレン             | EVERGLOW（2019年3月18日 - ）                                                                        | 2019年3月18日、YUE HUA Entertainmentより「EVERGLOW」としてデビュー。 |                                                       |
| 29位     | ナ・ゴウン                 | PURPLE KISS（2021年3月15日 - ）                                                                     | 2021年3月15日、RBWより「PURPLE KISS」としてデビュー。 |                                                       |
| 30位     | イ・シアン                 | -                                                                                                   | 2020年6月にD1CEの「너를 그린다 (Draw You)」ミュージックビデオに出演。 | Instagram @youseeany                                  |
| 31位     | コ・ユジン                 | YouTuber                                                                                            | 番組終了後、8D CREATIVEに移籍するも2020年6月に退社。現在はYouTuberとして活動。 | Instagram @me_ow_yu                                   |
| 32位     | ソン・ウンチェ             | bugAboo（2021年10月25日 - 2022年12月8日）                                                           | ライアン・チョンが手掛けるガールズグループ「bugAboo」として2021年10月にデビュー。2022年12月8日、解散を発表。 | Instagram @smile_unchae                               |
| 33位     | 千葉恵里                   | AKB48                                                                                               | AKB48の活動のほか、2019年5月からMnetで放送されたバラエティ番組『留学少女』に出演。世界各国から集まったK-POPを愛する10人の少女たち「留学少女(UHSN)」として2019年7月4日に「Popsicle」をリリース。2020年2月に派生ユニット「TinTlip」のメンバーに選ばれた。2021年には、AKB48の58thシングル「根も葉もRumor」で初の選抜メンバーに選ばれた。『久しぶりのリップグロス』では三回目の選抜にして初センターを務めた。 | Instagram @eriierii_1027 Twitter @erii_20031027       |
| 34位     | 小嶋真子                   | AKB48（ - 2019年5月12日）                                                                           | 2019年5月12日、AKB48を卒業。現在はYouTuberとして活動している。自身がプロデュースするアパレルブランド「haluhiroine（ハルヒロイン）」を立ち上げた。 | Instagram @makochan_2525 Twitter @mak0_k0jima         |
| 35位     | ユン・ヘソル               | AQUA（2018年11月18日 - 2019年）                                                                     | 2018年11月18日にJLAB COSMETICのブランドNUMYNKの専属モデルに抜擢。同年、韓国初のeスポーツプロジェクトグループ「AQUA」としてデビューするも、2019年に解散。 | instagram @haesolyoonn                                |
| 36位     | ペ・ウニョン               | -                                                                                                   | - | instagram @o.cean_bae                                 |
| 37位     | 中西智代梨                 | AKB48（ - 2023年8月28日）                                                                           | AKB48の活動のほか、2020年に大家志津香とともに「めんたい娘。」というお笑いコンビを結成し、「M-1グランプリ2020」に出場。2回戦で敗退となった。2023年8月28日、AKB48を卒業。 | Instagram @sukiyaki_daisuki512 Twitter @chiyori_n512  |
| 38位     | 武藤十夢                   | AKB48（ - 2023年3月8日）                                                                            | AKB48の活動のほか、2019年に天気予報士の資格取得合格した。2020年6月5日よりAbema『AbemaMorning』で金曜日のお天気コーナーのキャスターとしてレギュラー出演している。2023年3月8日、AKB48を卒業。 | Instagram @tommuto_official Twitter @tommuto1125      |
| 39位     | 佐藤美波                   | AKB48（ - 2024年7月1日）                                                                            | 番組当時、出演したAKB48グループメンバーの中で唯一の研究生だったが、番組終了から約1年後の2019年9月12日にAKB48チームAの正規メンバーへ昇格した。。2020年2月に国内に限らずアジアでの活躍を目指す新ユニット「TinTlip」のメンバーに選ばれた。2024年7月1日、AKB48を卒業。 | Instagram @sato_minami16th Twitter @sato_minami16th   |
| 40位     | 岩立沙穂                   | AKB48                                                                                               | 2019年5月2日に高橋朱里よりチームBの新キャプテンに指名された。 | Instagram @saho_iwatate104 Twitter @yahho_sahho       |
| 41位     | 山田野絵                   | NGT48（ - 2022年2月27日）                                                                           | 2022年2月27日、NGT48を卒業。同時に芸能界引退。 | Instagram @noe.1007 Twitter @noeyamada1007            |
| 42位     | 浅井七海                   | AKB48（ - 2024年1月31日）                                                                           | AKB48の活動のほか、2020年2月に派生ユニット「TinTlip」のメンバーに選ばれた。同年12月1日に開催された「AKB48グループ歌唱力No.1決定戦」では立候補した134人中決勝進出した19名に残った。2023年にオーディション番組『OUT OF 48』に参加するも、脱落。2024年1月31日、AKB48を卒業。 | Instagram @naamin48_ Twitter @_asainanami             |
| 43位     | キム・ソヒ                 | Rocket Punch（2019年8月7日 - ）                                                                     | 2019年8月7日、Woollimエンターテインメントより「Rocket Punch」としてデビュー。 |                                                       |
| 44位     | キム・ミンソ               | -                                                                                                   | NHN Bugs!から、新ガールズグループのメンバーとして2019年上半期にデビュー予定であることが同年1月30日に発表されたが、現在未定である。 |                                                       |
| 45位     | 村川緋杏                   | HKT48（ - 2022年11月1日） CANDY TUNE（2023年3月 - ）                                                | 2022年11月1日、HKT48を卒業。アソビシステム所属となり、2023年3月に「CANDY TUNE」としてデビュー。 | Instagram @murakawabibiann Twitter @bibian_ct1203     |
| 46位     | キム・ヒョナ               | BJ                                                                                                  | 自身のYouTubeチャンネルやTikTokアカウントでの活動をはじめ、AfrecaTVでBJ（ブロードキャストジョッキー）としてライブ放送などをしている。 | Instagram @hyuna__95                                  |
| 47位     | キム・スユン               | Rocket Punch（2019年8月7日 - ）                                                                     | 2019年8月7日、Woollimエンターテインメントより「Rocket Punch」としてデビュー。 |                                                       |
| 48位     | イ・ハウン                 | -                                                                                                   | 2020年4月に所属事務所のHOW Entertainmentからデビュー予定（デビュー時期未定）のガールズグループ「HOWZ」のメンバーであることが発表された。 | Instagram @i_ha.eun                                   |
| 49位     | 荒巻美咲                   | HKT48（ - 2024年12月27日）                                                                          | HKT48の活動のほか、2019年9月8日に開催された「神戸コレクション 2019 AUTUMN/WINTER -ガールズフェスティバル」に出演。2024年12月27日、HKT48を卒業。 | Instagram @mirun.jellyfish.1028 Twitter @mirurun_0128 |
| 50位     | キム・チョヨン             | bugAboo（2021年10月25日 - 2022年12月8日）                                                           | ライアン・チョンが手掛けるガールズグループ「bugAboo」として2021年10月にデビュー。2022年12月8日、解散を発表。 | Instagram @kimchoyeon.official                        |
| 51位     | イ・ユジョン               | LIGHTSUM（2021年6月10日 - ）                                                                        | 2021年6月10日にCUBEエンターテインメントよりガールズグループ「LIGHTSUM」としてデビュー。 |                                                       |
| 52位     | 本村碧唯                   | HKT48（ - 2023年7月23日）                                                                           | 2023年7月23日、HKT48を卒業。 | Instagram @aoi0531.m Twitter @aoi_m_531               |
| 53位     | パク・ミンジ               | SECRET NUMBER（2021年10月27日 - ）                                                                  | 所属事務所のMND17を退社し、2020年3月に自身のYouTubeチャンネルを開設。2021年10月27日、「SECRET NUMBER」に加入。 |                                                       |
| 54位     | ユ・ミニョン               | -                                                                                                   | - |                                                       |
| 55位     | パク・ソヨン               | ソロ活動（2020年5月9日 - ）                                                                         | 2020年5月9日に「ROYA」という名前でソロデビュー。 | Instagram @royapark                                   |
| 56位     | ワン・クー                 | AIM银河少女（2023年10月9日 - ） Gen1es（2024年 - ）                                                 | 所属していたHOWを退所した後、AIM银河少女としてデジタルシングル、「Trick or Treat」でデビュー。2024年、創造営2024に出演。最終順位6位で「Gen1es」としてデビュー。 | Instagram @wangke_ke0                                 |
| 57位     | チョ・ガヒョン             | ダンサー                                                                                            | STARSHIPを退所した後、ダンスチーム「SolargardennN」に所属している。 | Instagram @xgxh.27                                    |
| 58位     | -                          | -                                                                                                   | - |                                                       |
| 59位     | 中野郁海                   | AKB48（ - 2019年5月30日）                                                                           | 2019年5月30日、AKB48を卒業。現在はFLAVE ENTERTAINMENT所属となり、舞台を中心に女優として活動する他、SCHOOL&IDOLのダンス講師を務めている。 | Instagram @ikumin193_888 Twitter @ikumi8_official     |
| 60位     | ファン・ソヨン             | ダンサー                                                                                            | 事務所を転々とした後、ダンスチーム「C.O.D.E 88」に所属している。 | Instagram @sy_soluvely                                |
| 61位     | シン・スヒョン             | 女優                                                                                                | Sublime Artist Agencyに移籍し、2020年2月にKBS2ドラマ『99億の女』にチ・ハナ役として出演。女優としても活動している。 | Instagram @xinsooo                                    |
| 62位     | カン・ダミン               | Queenz Eye（2022年10月24日 - ）                                                                     | 2020年にMnetのオーディション番『CAP-TEEN』に出演。2022年10月24日、Big Mountainエンターテインメントから「Queenz Eyw」でデビュー。活動名はダミン。 | Instagram @ Twitter @                                 |
| 63位     | 茂木忍                     | AKB48（ - 2024年1月19日）                                                                           | AKB48の活動のほか、2020年1月に村山彩希、岡田奈々、向井地美音とともにYouTubeチャンネル「ゆうなぁもぎおんチャンネル」を開設し、YouTuberとしても活動している。2022年10月発売のAKB48の60thシングル「久しぶりのリップグロス」でデビュー11年目にして初のシングル選抜メンバーに選ばれた。2024年1月19日、AKB48を卒業。                                                                                            | Instagram @_mogi_shinobu_ Twitter @mogi0_0216         |
| 64位     | 小田えりな                 | AKB48（ - 2024年4月23日）                                                                           | 2021年12月16日、初のソロライブ「オダエリサイタル」を開催。2024年4月23日、AKB48を卒業。 | Instagram @odenchannn Twitter @odaeri_425             |
| 65位     | ユン・ウンビン             | -                                                                                                   | 2020年11月に日本の雑誌「Seventeen」に掲載されたことを自身のInstagramで公表した。 | Instagram @official_silverbean                        |
| 66位     | チェ・ヨンス               | モデル                                                                                              | 所属事務所のYG K Plusでモデルとして活動している。 | Instagram @ysdp0715                                   |
| 67位     | 松岡菜摘                   | HKT48（ - 2022年8月31日）                                                                           | 2022年8月31日、HKT48を卒業。 | Instagram @natsustagram_hkt Twitter @natsumi_m8       |
| 68位     | パク・チャンジュ           | -                                                                                                   | - | Instagram @chan_xuuu                                  |
| 69位     | パク・ジニ                 | SECRET NUMBER（2020年5月19日 - ）                                                                   | Vine Entertainmentに移籍。2020年5月19日、「SECRET NUMBER」としてデビュー。 |                                                       |
| 70位     | キム・ダヨン               | Kep1er（2022年1月3日 - ）                                                                           | 2021年にMnetのオーディション番組『Girls Planet 999』に参加、シグナルソング「O.O.O」のKグループセンターを務めた。最終順位4位で「Kep1er」としてデビュー。 |                                                       |
| 71位     | 長谷川玲奈                 | NGT48 （ - 2019年5月18日）                                                                          | 2019年5月18日、NGT48を卒業。クロコダイル所属となり、現在は声優として活動している。 | Instagram @bbg_rena0315 Twitter @bbg_hasegawa315      |
| 72位     | チョ・アヨン               | -                                                                                                   | UPVOTE Entertainmentに移籍。2020年11月にMnetのオーディション番組『CAP-TEEN』に参加するも最終順位4位で脱落。 |                                                       |
| 73位     | イ・スンヒョン             | H1-KEY（2022年1月5日 - ）                                                                           | 2022年1月5日、「H1-KEY」としてデビュー。活動名はリイナ。2023にMnetのオーディション番組『QUEENDOM PUZZLE』に参加するもセミファイナルで脱落。 |                                                       |
| 74位     | 加藤夕夏                   | NMB48 （ - 2023年8月1日）                                                                           | 2023年8月1日、NMB48を卒業。 | Instagram @uuka_nmb Twitter @u_ka0801                 |
| 75位     | キム・ダヘ                 | -                                                                                                   | - | instagram @dahye_kokoa                                |
| 76位     | 今田美奈                   | HKT48（ - 2022年4月4日）                                                                            | 2022年4月4日、HKT48を卒業。 | Instagram @_minaimd.j_ Twitter @mina_37imd            |
| 77位     | 永野芹佳                   | AKB48                                                                                               | AKB48の活動のほか、2020年2月に派生ユニット「TinTlip」のメンバーに選ばれた。2023年にオーディション番組『OUT OF 48』に参加するも、辞退。 | Instagram @iroziro_serika Twitter @akb48serika        |
| 78位     | ホン・イェジ               | 女優                                                                                                | 俳優事務所に移籍し女優としてデビュー 映画「2037」では初主演も果たした。 | Instagram @red._.yeji_                                |
| 79位     | イ・チェジョン             | ALICE（旧ELRIS）（2020年2月12日 - ）                                                                | HUNUSエンターテインメントに移籍し、2020年2月12日に新メンバーとして「ELRIS」に加入。 | Instagram @chaerishxx                                 |
| 80位     | パク・ジウン               | PURPLE KISS（2021年3月15日 - 2022年11月18日）                                                       | 2021年3月15日に「PURPLE KISS」としてデビュー。同年11月18日、健康上の理由により脱退。 |                                                       |
| 81位     | 市川愛美                   | AKB48（ - 2023年8月31日）                                                                           | 2023年8月31日、AKB48を卒業。 | Instagram @0826manami Twitter @iIchwMnm0826           |
| 82位     | アレックス・クリスティーン | ソロ活動（2019年10月21日 - ）                                                                       | クリエイティブグループZANYBROS初の自主制作アーティスト「ALEXA」として、2019年10月21日にデジタルシングル「Bomb」でデビュー。 | Instagram @alexa_zbofficial Twitter @AleXa_ZB         |
| 83位     | 栗原紗英                   | HKT48                                                                                               | HKT48の活動のほか、2019年9月28日に開催された「GirlsAward 2019 AUTUMN／WINTER」に出演。 | Instagram @hkt48_saekurihara Twitter @38sae_kurihara  |
| 84位     | チョ・ヨンイン             | 女優                                                                                                | 韓国のウェブドラマ「A-TEEN2」にキム・ミンジ役として出演し、その後も様々なドラマに出演する女優として活動している。 |                                                       |
| 85位     | 浅井裕華                   | SKE48                                                                                               | 2019年5月発売のSKE48の25thシングル『FRUSTRATION』で初めて選抜メンバーに抜擢。2023年4月29日、芸能活動休業を発表。 | Instagram @yuka1110_ Twitter @ske48_yuka              |
| 86位     | アン・イェウォン           | モデル                                                                                              | 活動名をゴ・イジンに変更し、所属事務所のYG K PIusでモデルとして活動している。 | Instagram @goyijin_                                   |
| 87位     | 内木志                     | NMB48（ - 2019年8月19日）                                                                           | 2019年8月19日、NMB48を卒業。現在は舞台を中心に女優として活動している。 | Instagram @cocoro_naiki Twitter @naiki_cocoro         |
| 88位     | キム・ユビン               | Bling Bling（2020年11月17日 - 2022年）                                                              | MAJOR9 Entertainmentに移籍し、「Bling Bling」としてデビュー。その後グループは解散し、同事務所で俳優に転身。 | isntagram @i_you_bin                                  |
| 89位     | チョ・サラン               | -                                                                                                   | - |                                                       |
| 90位     | チェ・ソウン               | -                                                                                                   | - |                                                       |
| 91位     | 篠崎彩奈                   | AKB48（ - 2024年2月10日）                                                                           | AKB48の活動と並行して、舞台を中心に女優としても活動していた。2024年2月10日、AKB48を卒業。 | Instagram @ayana.s_official Twitter @ayana18_48       |
| 92位     | ウォン・ソヨン             | -                                                                                                   | - | instagram @seoyo_me                                   |
| 降板     | 月足天音                   | HKT48（ - 2020年3月30日） FRUITS ZIPPER（2022年2月22日 - ）                                         | 2020年3月30日、HKT48を卒業。2022年2月22日、女性アイドルグループ「FRUITS ZIPPER」に所属。 | Instagram @am1026_official Twitter @am1026_official   |
| 降板     | 田中美久                   | HKT48（ - 2023年12月29日）                                                                          | HKT48の活動のほか、2020年1月23日に東京ドームシティホールで自身初のソロコンサートを開催した。2023年12月29日、HKT48を卒業。 | Instagram @mikumonmon_48 Twitter @miku_monmon3939     |
| 降板     | 植村梓                     | NMB48（ - 2018年12月3日）                                                                           | 2018年12月3日にNMB48の活動辞退を発表。現在はUUUM所属でYouTuberとして活動している。 | Instagram @nyanzu_o2o4 Twitter @o2o4__azusa           |
| 降板     | 梅山恋和                   | NMB48（ - 2022年4月4日）                                                                            | 2020年5月13日発売のNMB48の23rdシングル「だってだってだって」のダブルセンターに抜擢。2022年4月4日、NMB48を卒業。 | Instagram @cocona_umeyama Twitter @cocona_umeyama_    |
| 降板     | 松井珠理奈                 | SKE48（ - 2021年4月30日）                                                                           | 2021年4月30日、SKE48を卒業。 | Instagram @jurinamatsui3 Twitter @JURINA38G           |

## 公式グッズ
韓国のソウル市にあるMnet本社が入居しているCJ E&Mセンターの公式グッズ店か、Gmarket（ジーマーケット）などで購入可能。
- ベーシックTシャツ・ベスト - 2018年6月14日放送の韓国の音楽番組『M COUNTDOWN』（Mnet）で練習生が着用したものと同じデザイン[174][175]。
- 1次評価Tシャツ・ベスト（A～Fランク評価時） - Tシャツが25,000ウォン、ベストが35,000ウォン。
  - ピンク - Aランクの練習生が着用[176][177]。
  - オレンジ - Bランクの練習生が着用[178]。
  - イエロー - Cランクの練習生が着用[179]。
  - グリーン - Dランクの練習生が着用[180]。
  - グレー - Fランクの練習生が着用[181]。
- ワッペン - 「PICK ME」の文字のデザインと王冠のデザインの2種類ある。
- 王冠バッジ
- 王冠クッション - 「国民プロデューサーの庭園」のプレゼントの一つになっていた[182]。
- PRODUCE 48応援棒（ペンライト）[183]

## 関連企画
- 国民プロデューサーの庭園（국프의정원） - 番組公式サイトで視聴者が応援ボタンを押すごとに、その応援状況に合わせて5段階に分けて練習生にプレゼントが贈られる[184]。この企画に関しては日本からの参加も可能であり、参加するにはFacebook経由の登録が必要である。視聴者からの応援により、レベルが達成されるごとに練習生からのお礼の動画が公式サイトに掲載される。
  - 練習生へのプレゼント内容
    - 1段階：CALOBYEウォーターゼリー - CALOBYE（カロバイ）は韓国のダイエットサプリメントメーカーで、番組の公式スポンサー[185]。
    - 2段階：MYCT王冠セット（『PRODUCE 48』公式グッズ） - 公式王冠クッションはGmarket（ジーマーケット）などで日本円にして約1,800円前後で購入可能[186]。
    - 3段階：memebox（コスメ） - MEMEBOX（ミミボックス）は韓国で若い女性を中心に人気のオンラインコスメメーカー [187]。
    - 4段階：mobiFrenのイヤホーン - Wanna Oneが広告モデル（2018年時点）。
    - 5段階：おやつ差し入れカー（ケータリングカー） - 練習生の中で唯一5段階を達成したHKT48 宮脇咲良の顔写真入りのラベルのドリンクなどが、2018年8月31日生放送時の番組来場者に振る舞われた[188]。

国民プロデューサーの庭園での結果は以下の通り。
| 国民プロデューサーの庭園の応援結果 | 国民プロデューサーの庭園の応援結果 | 国民プロデューサーの庭園の応援結果                           |
| 段階                               | 国別 | メンバー（赤文字はIZ*ONE選抜、青文字はファイナル選考進出者） |
| ---------------------------------- | --- | ------------------------------------------------------------ |
| 5段階 おやつ差し入れカー           | |                                                              |
| 日本                               | 宮脇咲良 |                                                              |
| 韓国                               | （なし） |                                                              |
| 4段階 mobiFrenのイヤホン           | |                                                              |
| 日本                               | 矢吹奈子、竹内美宥、本田仁美、下尾みう、白間美瑠、後藤萌咲、宮崎美穂、高橋朱里 |                                                              |
| 韓国                               | アン・ユジン、チャン・ウォニョン、イ・カウン、クォン・ウンビ、チェ・イェナ、チョ・ユリ |                                                              |
| 3段階 memebox（コスメ）            | |                                                              |
| 日本                               | 村瀬紗英、千葉恵里 |                                                              |
| 韓国                               | カン・ヘウォン、チャン・ギュリ、キム・チェウォン、イ・チェヨン、キム・ミンジュ、キム・ナヨン、ワン・イーレン、ホ・ユンジン、キム・ドア、キム・シヒョン、ハン・チョウォン、パク・ヘユン、ナ・ゴウン、イ・シアン                     |                                                              |
| 2段階 MYCT王冠セット               | |                                                              |
| 日本                               | 小嶋真子、松井珠理奈、村川緋杏、中西智代梨、浅井七海、武藤十夢、山田野絵、岩立沙穂、佐藤美波、荒巻美咲 |                                                              |
| 韓国                               | コ・ユジン、ペ・ウニョン、イ・ユジョン |                                                              |
| 1段階 CALOBYEウォーターゼリー      | |                                                              |
| 日本                               | 本村碧唯、中野郁海、小田えりな、松岡菜摘、茂木忍、長谷川玲奈、 |                                                              |
| 韓国                               | イ・ハウン、キム・スユン、ソン・ウンチェ、キム・チョヨン、キム・ソヒ、ユン・ヘソル、キム・ミンソ、パク・ミンジ、パク・ソヨン、ワン・クー、キム・ヒョナ、カン・ダミン、シン・スヒョン、ユン・ウンビン、チョ・ガヒョン、ユ・ミニョン |                                                              |